# 1947
| [ Edytuj tabelę ]                                                | |
| Prezydent Polski                                                 | - 1947 Bolesław Bierut 1952 |
| Premier Polski                                                   | - 1944 Edward Osóbka-Morawski 1947 - 1947 Józef Cyrankiewicz 1952                                                                                    |
| Prezydent Polski na uchodźstwie                                  | - 1939 Władysław Raczkiewicz 1947 - 1947 August Zaleski 1972                                                                                         |
| Premier rządu RP na uchodźstwie                                  | - 1944 Tomasz Arciszewski 1947 - 1947 Tadeusz Komorowski 1949                                                                                        |
| Król Afganistanu                                                 | - 1933 Mohammad Zaher Szah 1973 |
| Premier Afganistanu                                              | - 1946 Szah Mahmud Chan 1953 |
| Przywódca Albanii                                                | - 1944 Enver Hoxha 1985 |
| Premier Albanii                                                  | - 1944 Enver Hoxha 1954 |
| Współksiążęta Andory                                             | - 1943 Ramón Iglesias i Navarri 1969 - 1946 Vincent Auriol 1954                                                                                      |
| Król Arabii Saudyjskiej                                          | - 1932 Abd al-Aziz ibn Su’ud 1953 |
| Prezydent Argentyny                                              | - 1946 płk. Juan Perón 1955 |
| Premier Australii                                                | - 1945 Ben Chifley 1949 |
| Prezydent Austrii                                                | - 1945 Karl Renner 1950 |
| Kanclerz Austrii                                                 | - 1945 Leopold Figl 1953 |
| Premier Birmy                                                    | - 1946 Aung San 1947 |
| Król Belgów                                                      | - 1934 Leopold III 1951 |
| Premier Belgii                                                   | - 1946 Camille Huysmans 1947 - 1947 Paul-Henri Spaak 1949                                                                                            |
| Król Bhutanu                                                     | - 1926 Jigme Wangchuck 1952 |
| Prezydent Boliwii                                                | - 1946 Tomás Monje Gutiérrez 1947 - 1947 Enrique Hertzog 1949                                                                                        |
| Prezydent Brazylii                                               | - 1946 Eurico Gaspar Dutra 1951 |
| Sułtan Brunei                                                    | - 1924 Ahmad Tajuddin 1950 |
| Przywódca Bułgarii                                               | - 1946 Georgi Dimitrow 1949 |
| Premier Bułgarii                                                 | - 1946 Georgi Dimitrow 1949 |
| Prezydent Chile                                                  | - 1946 Gabriel González Videla 1952 |
| Prezydent Chin                                                   | - 1943 Czang Kaj-szek 1949 |
| Prezydent Czechosłowacji                                         | - 1945 Edvard Beneš 1948 |
| Premier Czechosłowacji                                           | - 1946 Klement Gottwald 1948 |
| Król Danii                                                       | - 1912 Chrystian X 1947 - 1947 Fryderyk IX 1972 |
| Premier Danii                                                    | - 1945 Knud Kristensen 1947 - 1947 Hans Hedtoft 1950                                                                                                 |
| Dalajlama                                                        | - 1940 Tenzin Gjaco |
| Prezydent Dominikany                                             | - 1942 Rafael Trujillo 1952 |
| Władca Egiptu                                                    | - 1936 Faruk I 1952 |
| Premier Egiptu                                                   | - 1946 Mahmud Fahmi an-Nukraszi 1948 |
| Prezydent Ekwadoru                                               | - 1944 José María Velasco Ibarra 1947 - 1947 Carlos Mancheno Cajas 1947 - 1947 Mariano Suárez 1947 - 1947 Carlos Julio Arosemena Tola 1948           |
| Cesarz Etiopii                                                   | - 1941 Hajle Syllasje 1974 |
| Premier Etiopii                                                  | - 1942 Mekonnyn Yndalkaczeu 1957 |
| Prezydent Filipin                                                | - 1946 Manuel Roxas 1948 |
| Prezydent Finlandii                                              | - 1946 Juho Paasikivi 1956 |
| Premier Finlandii                                                | - 1946 Mauno Pekkala 1948 |
| Prezydent Francji                                                | - 1947 Vincent Auriol 1954 |
| Premier Francji                                                  | - 1946 Léon Blum 1947 - 1947 Paul Ramadier 1947 - 1947 Robert Schuman 1948                                                                           |
| Król Grecji                                                      | - 1935 Jerzy II 1947 - 1947 Paweł I 1964 |
| Premier Grecji                                                   | - 1946 Konstandinos Tsaldaris 1947 - 1947 Dimitrios Maksimos 1947 - 1947 Konstandinos Tsaldaris 1947 - 1947 Temistoklis Sofulis 1949                 |
| Prezydent Gwatemali                                              | - 1945 Juan José Arévalo Bermejo 1951 |
| Prezydent Haiti                                                  | - 1946 Dumarsais Estimé 1950 |
| Regent Hiszpanii                                                 | - 1947 Francisco Franco 1975 |
| Premier Hiszpanii                                                | - 1939 Francisco Franco 1973 |
| Król Holandii                                                    | - 1890 Wilhelmina 1948 |
| Premier Holandii                                                 | - 1946 Louis Beel 1948 |
| Prezydent Hondurasu                                              | - 1933 Tiburcio Carías Andino 1949 |
| Szach Iranu                                                      | - 1941 Mohammad Reza Pahlawi 1979 |
| Premier Iranu                                                    | - 1946 Ahmad Ghawam 1947 - 1947 Reza Hekmat 1947 - 1947 Ebrahim Hakimi 1948                                                                          |
| Premier Indii                                                    | - 1947 Jawaharlal Nehru 1964 |
| Władca Indii                                                     | - 1936 Jerzy VI 1950 |
| Prezydent Indonezji                                              | - 1945 Sukarno 1967 |
| Król Irlandii                                                    | - 1936 Jerzy VI Windsor 1949 |
| Prezydent Irlandii                                               | - 1945 Seán O’Kelly 1959 |
| Premier Irlandii                                                 | - 1932 Éamon de Valera 1948 |
| Prezydent Islandii                                               | - 1944 Sveinn Björnsson 1952 |
| Premier Islandii                                                 | - 1944 Ólafur Thors 1947 - 1947 Stefán Jóhann Stefánsson 1949                                                                                        |
| Cesarz Japonii                                                   | - 1926 Hirohito 1989 |
| Premier Japonii                                                  | - 1946 Shigeru Yoshida 1947 - 1947 Tetsu Katayama 1948                                                                                               |
| Premier Jordanii                                                 | - 1946 Ibrahim Haszim 1947 - 1947 Samir ar-Rifa’i 1947 - 1947 Taufik Abu al-Huda 1950                                                                |
| Prezydent Jugosławii                                             | - 1945 Ivan Ribar 1953 |
| Premier Jugosławii                                               | - 1945 Josip Broz Tito 1963 |
| Premier Kanady                                                   | - 1935 William Lyon Mackenzie King 1948 |
| Emir Kataru                                                      | - 1913 Abd Allah ibn Kasim Al Sani 1949 |
| Prezydent Kolumbii                                               | - 1946 Luis Mariano Ospina Pérez 1950 |
| Patriarcha Konstantynopola                                       | - 1946 Maksym V 1948 |
| Prezydent Kostaryki                                              | - 1944 Teodoro Picado Michalski 1948 |
| Prezydent Kuby                                                   | - 1944 Ramón Grau San Martín 1948 |
| Premier Kuby                                                     | - 1945 Carlos Prío Socarrás 1947 - 1947 Raúl López del Castillo 1948                                                                                 |
| Król Laosu                                                       | - 1946 Sisavang Vong 1959 |
| Prezydent Libanu                                                 | - 1943 Biszara al-Churi 1952 |
| Premier Libanu                                                   | - 1946 Rijad as-Sulh 1951 |
| Prezydent Liberii                                                | - 1944 William Tubman 1971 |
| Książę Liechtensteinu                                            | - 1938 Franciszek Józef II 1989 |
| Premier Liechtensteinu                                           | - 1945 Alexander Frick 1962 |
| Premier Litwyna emigracji                                        | - 1940 Stasys Lozoraitis 1983 |
| Wielki książę Luksemburga                                        | - 1919 Szarlotta 1964 |
| Premier Luksemburga                                              | - 1937 Pierre Dupong 1953 |
| Premier Malty                                                    | - 1947 Paul Boffa 1950 |
| Sułtan Maroka                                                    | - 1927 Muhammad V 1953 |
| Prezydent Meksyku                                                | - 1946 Miguel Alemán Valdés 1952 |
| Książę Monako                                                    | - 1922 Ludwik II 1949 |
| Minister stanu Monako                                            | - 1944 Pierre de Witasse 1948 |
| Przewodniczący Prezydium Małego Churału Państwowego Mongolii     | - 1940 Gonczigijn Bumcend 1951 |
| Premier Mongolii                                                 | - 1939 Chorlogijn Czojbalsan 1952 |
| Król Nepalu                                                      | - 1911 Tribhuvan 1950 |
| Premier Nepalu                                                   | - 1945 Padma Shumsher Jang Bahadur Rana 1948 |
| Prezydent Nikaragui                                              | - 1937 Anastasio Somoza García 1947 - 1947 Leonardo Argüello Barreto 1947 - 1947 Benjamín Lacayo Sacasa 1947 - 1947 Víctor Manuel Román y Reyes 1950 |
| Król Norwegii                                                    | - 1905 Haakon VII 1957 |
| Premier Norwegii                                                 | - 1945 Einar Gerhardsen 1951 |
| Premier Nowej Zelandii                                           | - 1940 Peter Fraser 1949 |
| Sułtan Omanu                                                     | - 1932 Sa’id ibn Tajmur 1970 |
| Sekretarz generalny ONZ                                          | - 1946 Trygve Lie (Norwegia) 1952 |
| Król Pakistanu (tytularny)                                       | - 1947 Jerzy VI Windsor 1952 |
| Premier Pakistanu                                                | - 1947 Liaquat Ali Khan 1951 |
| Prezydent Panamy                                                 | - 1945 Enrique Adolfo Jiménez (p.o.) 1948 |
| Papież                                                           | - 1939 Pius XII 1958 |
| Prezydent Paragwaju                                              | - 1940 gen. Higinio Morínigo 1948 |
| Prezydent Peru                                                   | - 1945 José Luis Bustamante y Rivero 1948 |
| Premier Południowej Afryki                                       | - 1939 Jan Smuts 1948 |
| Prezydent Portugalii                                             | - 1926 António Óscar de Fragoso Carmona 1951 |
| Premier Portugalii                                               | - 1932 António de Oliveira Salazar 1968 |
| Król Rumunii                                                     | - 1940 Michał 1947 |
| Prezydent Rumunii                                                | - 1947 Mihail Sadoveanu 1948 |
| Premier Rumunii                                                  | - 1945 Petru Groza 1952 |
| Prezydent Salwadoru                                              | - 1945 Salvador Castaneda Castro 1948 |
| Kapitanowie regenci San Marino                                   | - 1946 Filippo Martelli Luigi Montironi 1947 - 1947 Marino Della Balda Luigi Zafferani 1947 - 1947 Domenico Forcellini Mariano Ceccoli 1948          |
| Sekretarz Stanu do spraw Politycznych i Zagranicznych San Marino | - 1945 Gino Giacomini 1957 |
| Prezydent Syrii                                                  | - 1943 Szukri al-Kuwatli 1949 |
| Premier Syrii                                                    | - 1946 Dżamil Mardam 1948 |
| Prezydent Szwajcarii                                             | - 1947 Philipp Etter 1947 |
| Król Szwecji                                                     | - 1907 Gustaw V 1950 |
| Premier Szwecji                                                  | - 1946 Tage Erlander 1969 |
| Król Tajlandii                                                   | - 1946 Bhumibol Adulyadej 2016 |
| Premier Tajlandii                                                | - 1946 Thawan Thamrongnawasawat 1947 - 1947 Khuang Aphaiwong 1948                                                                                    |
| Król Tonga                                                       | - 1918 Salote Tupou III 1965 |
| Premier Tonga                                                    | - 1941 Solomone Ula Ata 1949 |
| Król Transjordanii                                               | - 1946 Abd Allah 1949 |
| Prezydent Turcji                                                 | - 1938 İsmet İnönü 1950 |
| Premier Turcji                                                   | - 1946 Recep Peker 1947 - 1947 Hasan Saka 1949 |
| Prezydent Urugwaju                                               | - 1943 Juan José de Amézaga 1947 - 1947 Tomás Berreta 1947 - 1947 Luis Batlle Berres 1951                                                            |
| Prezydent USA                                                    | - 1945 Harry Truman 1953 |
| Prezydent Wenezueli                                              | - 1945 Rómulo Betancourt 1948 |
| Prezydent Węgier                                                 | - 1946 Zoltán Tildy 1948 |
| Premier Węgier                                                   | - 1946 Ferenc Nagy 1947 - 1947 Lajos Dinnyés 1948 |
| Monarcha Wielkiej Brytanii                                       | - 1936 Jerzy VI 1952 |
| Premier Wielkiej Brytanii                                        | - 1945 Clement Richard Attlee 1951 |
| Prezydent Wietnamu Północnego                                    | - 1945 Hồ Chí Minh 1969 |
| Premier Wietnamu Północnego                                      | - 1945 Hồ Chí Minh 1955 |
| Prezydent Włoch                                                  | - 1946 Enrico De Nicola 1948 |
| Premier Włoch                                                    | - 1945 Alcide De Gasperi 1953 |
| Przywódca ZSRR                                                   | - 1924 Józef Stalin 1953 |
| Premier ZSRR                                                     | - 1941 Józef Stalin 1953 |

Rok 1947 / MCMXLVII
stulecia: XIX wiek ~
XX wiek ~
XXI wiek

dziesięciolecia:
1910–1919 •
1920–1929 •
1930–1939 •
1940–1949
• 1950–1959
• 1960–1969
• 1970–1979

lata: 1937 «
1942 «
1943 «
1944 «
1945 «
1946 «
1947
» 1948
» 1949
» 1950
» 1951
» 1952
» 1957

## Wydarzenia w Polsce
- 1 stycznia:
  - Piekary Śląskie i Świętochłowice uzyskały prawa miejskie.
  - Szopienice wraz z leżącymi w jego granicach osiedlami, Dąbrówką Małą, Janowem i Giszowcem, uzyskały prawa miejskie.
- 4 stycznia – w Warszawie rozpoczął się proces dowódców WiN, w tym Franciszka Niepokólczyckiego.
- 8 stycznia:
  - w warszawskim kinie Palladium odbyła się premiera filmu Leonarda Buczkowskiego pt. Zakazane piosenki, pierwszego nakręconego w Polsce po wojnie filmu fabularnego.
  - przed Sądem Okręgowym w Gdańsku rozpoczął się drugi proces załogi Stutthofu.
- 11 stycznia – do Polski przybyli małżonkowie Irène Joliot-Curie i Frederic Joliot-Curie.
- 17 stycznia:
  - rozwiązana została Krajowa Rada Narodowa.
  - założono klub piłkarski MKS Myszków.
- 19 stycznia – odbyły się sfałszowane przez ówczesne władze wybory do Sejmu Ustawodawczego.
- 31 stycznia – przed Sądem Okręgowym w Gdańsku zakończył się drugi proces załogi Stutthofu. 10 oskarżonych skazano na karę śmierci, 14 na pozbawienie wolności od 3 lat do dożywotniego pozbawienia wolności.
- 1 lutego – utworzono Politechnikę Szczecińską.
- 3 lutego – zapadł wyrok w procesie 10 przywódców I Zarządu Głównego WiN, na liście skazanych znaleźli się m.in.: Marian Gołębiewski – kara śmierci, Jan Rzepecki, Antoni Sanojca i Emilia Malessa (8 z 10 oskarżonych było odznaczonych orderem Virtuti Militari).
- 4 lutego – rozpoczęła się pierwsza sesja obrad Sejmu Ustawodawczego (1947–1952). Marszałkiem Sejmu został Władysław Kowalski, a prezydentem Bolesław Bierut.
- 5 lutego:
  - Sejm wybrał na prezydenta RP Bolesława Bieruta.
  - zakończył działalność Tymczasowy Rząd Jedności Narodowej.
  - została ogłoszona amnestia.
- 6 lutego – Sejm Ustawodawczy powołał Józefa Cyrankiewicza na urząd premiera.
- 15 lutego – ppłk Stanisław Kasznica, ostatni dowódca Narodowych Sił Zbrojnych, został aresztowany przez Ministerstwo Bezpieczeństwa Publicznego.
- 17 lutego – w Krakowie wznowiła działalność Polska Akademia Umiejętności.
- 19 lutego – Sejm Ustawodawczy uchwalił Małą Konstytucję.
- 21 lutego – dowódca oddziału antykomunistycznej partyzantki Józef Kuraś (ps. „Ogień”), po otoczeniu przez grupę operacyjną KBW w Ostrowsku koło Nowego Targu i nieudanych próbach wydostania się z okrążenia, usiłował popełnić samobójstwo na strychu jednej z wiejskich chałup. Zmarł tuż po północy 22 lutego w szpitalu w Nowym Targu.
- 22 lutego – ogłoszono amnestię, na mocy której zwolniono ponad 26 tys. więźniów, ujawniło się wówczas ok. 30 tys. żołnierzy podziemia (którzy wkrótce ponownie trafili do więzień).
- 24 lutego – przed Najwyższym Trybunałem Narodowym zakończył się proces członków okupacyjnych władz Warszawy.
- 26 lutego – stanowisko dowódcy Marynarki Wojennej objął kontradm. Włodzimierz Steyer.
- 3 marca – Najwyższy Trybunał Narodowy w Warszawie ogłosił wyroki w procesie byłych wysokich przedstawicieli hitlerowskich władz stolicy. Ludwig Fischer, Max Daume i Josef Meisinger skazani zostali na karę śmierci, a Ludwig Leist na 8 lat pozbawienia wolności.
- 10 marca – Polska i Czechosłowacja podpisały układ o przyjaźni.
- 11 marca – przed Najwyższym Trybunałem Narodowym w Warszawie rozpoczął się proces komendanta obozu Auschwitz-Birkenau, Rudolfa Hoessa.
- 14 marca – zmieniono nazwę miasta i gminy Rychwałd na Bogatynia.
- 15 marca – Brańsk na Podlasiu został opanowany przez partyzantów 6. Brygady Wileńskiej AK.
- 23 marca – oblatano LWD Żak.
- 28 marca – w zasadzce oddziału UPA pod Baligrodem zginął wiceminister obrony narodowej, gen. Karol Świerczewski. Śmierć generała była jedną z przyczyn rozpoczęcia akcji „Wisła”, wymierzonej przeciwko ludności i partyzantom ukraińskim.
- 1 kwietnia:
  - został pochowany gen. Karol Świerczewski.
  - w zasadzce UPA koło Łubnego w Bieszczadach zginęło 29 żołnierzy WOP.
- 2 kwietnia – Rudolf Höß, komendant niemieckiego obozu koncentracyjnego Auschwitz-Birkenau w latach 1940–1943, został skazany przez Najwyższy Trybunał Narodowy w Warszawie na karę śmierci.
- 13 kwietnia – Polska Partia Robotnicza rozpoczęła akcję nazywaną „bitwą o handel”. Zakładała ona silny rozwój handlu państwowego, reorganizację spółdzielczości, znaczne ograniczenie handlu prywatnego oraz kontrolę cen. Doprowadziło to do znacznych trudności w zaopatrzeniu ludności w towary.
- 16 kwietnia – na terenie byłego obozu Auschwitz-Birkenau został powieszony jego komendant Rudolf Höß.
- 17 kwietnia – powstał klub sportowy Zatoka z siedzibą w Braniewie na Warmii.
- 25 kwietnia – została utworzona Robotnicza Spółdzielnia Wydawnicza „Prasa”.
- 27 kwietnia
  - w Poznaniu rozpoczęły się pierwsze powojenne targi międzynarodowe.
  - zakończono prace związane z wytyczaniem w terenie wschodniej granicy polsko-radzieckiej.
- 28 kwietnia – na polecenie komunistycznych władz Wojsko Polskie wspierane przez MO, ORMO, Ministerstwo Bezpieczeństwa Publicznego, KBW i WOP rozpoczęły przymusowe przesiedlenie ludności ukraińskiej z ziem południowo-wschodniej Polski na „Ziemie Odzyskane” (Akcja „Wisła”).
- 30 kwietnia:
  - wyprodukowano pierwszy po II wojnie światowej polski traktor typu Ursus.
  - MS „Batory” przybył do Gdyni po raz pierwszy od zakończenia wojny.

- 8 maja – Witold Pilecki został aresztowany przez Ministerstwo Bezpieczeństwa Publicznego.
- 27 maja – na dworcu w Lesznie doszło do strzelaniny między żołnierzami polskimi i radzieckimi, w której zginęło trzech Rosjan.
- 2 czerwca:
  - bitwa o handel: Sejm przyjął ustawy, w sprawie zwalczania drożyzny i nadmiernych zysków w obrocie handlowym, o obywatelskich komisjach podatkowych i lustratorach społecznych i o zezwoleniach na prowadzenie przedsiębiorstw handlowych i budowlanych.
  - oblatano pierwszy powojenny szybowiec IS-1 Sęp
- 2 lipca – Sejm uchwalił ustawy: o powołaniu Rady Ochrony Pomników Męczeństwa oraz o utworzeniu Państwowego Muzeum na Majdanku i Państwowego Muzeum Oświęcim-Brzezinka. Sejm podjął uchwałę, na mocy której tereny obozów: Auschwitz-Birkenau, Majdanek, Stutthof i Łambinowice zostały uznane za pomniki męczeństwa narodu polskiego i innych narodów.
- 3 lipca:
  - Sejm przyjął ustawę o odbudowie Warszawy.
  - przybyły potajemnie z emigracji działacz narodowy Adam Doboszyński został aresztowany, torturowany, skazany na śmierć i stracony (29 lipca 1947).
- 4 lipca – do kraju powrócił niszczyciel ORP Błyskawica.
- 9 lipca – Polska pod naciskiem Związku Radzieckiego odrzuciła zaproszenie na konferencję w sprawie planu Marshalla. Rząd polski wystosował do rządów Wielkiej Brytanii i Francji notę protestacyjną przeciwko uprzywilejowaniu Niemiec w tym planie.
- 12 lipca – drogą lotniczą z Londynu sprowadzono część zasobów Funduszu Obrony Narodowej (350 kg złota i 2,5 mln USD) oraz trumnę z ciałem zmarłego tam 9 lipca gen. Lucjana Żeligowskiego.
- 27 lipca – Wincenty Pstrowski ogłosił list otwarty do górników, w którym wzywał do „współzawodnictwa pracy i przekraczania norm”.
- 10 sierpnia – w Krakowie rozpoczął się proces kierownictwa PSL oraz członków organizacji Wolność i Niezawisłość (WiN).
- 22 sierpnia – ukazał się pierwszy numer dziennika Głos Szczeciński.
- 10 września – Wojskowy Sąd Rejonowy w Krakowie wydał wyrok ws. przywódców: PSL (Stanisław Mierzwa, Karol Buczek) i WiN (ppłk Franciszek Niepokólczycki). Sądzono 17 osób, zapadło 8 wyroków śmierci, ostatecznie zamordowano 3 byłych legionistów (byli to: Alojzy Kaczmarczyk, Józef Ostafin i Walerian Tumanowicz – wszyscy byli kawalerami Virtuti Militari).
- 22 września – w Szklarskiej Porębie rozpoczęła się konferencja 9 partii komunistycznych. Utworzono Biuro Informacyjne Partii Komunistycznych i Robotniczych (Kominform).
- 26 września – znacjonalizowano hotel Bristol.
- 27 września – na naradzie partii komunistycznych i robotniczych w Szklarskiej Porębie utworzono Kominform.
- 6 października – Henryk Dobrowolski został prezydentem Krakowa.
- 20 października:
  - polska reprezentacja piłki nożnej poniosła klęskę 1:7 w wyjazdowym spotkaniu z Jugosławią.
  - do stolicy sprawdzono 28 francuskich autobusów marki „Chausson”.
- 21 października – przywódca PSL, Stanisław Mikołajczyk, unikając aresztowania przedostał się do Europy Zachodniej (wywieziony w kryjówce na skrzyni samochodu ciężarowego Ambasady Brytyjskiej z Warszawy do Gdyni).
- 22 października – została utworzona Akademia Sztabu Generalnego, której nadano imię gen. Karola Świerczewskiego.
- 24 października – powstał Teatr Nowy w Warszawie.
- 6 listopada – Radlin: 5 górników zginęło w wybuchu metanu w KWK Marcel.
- 10 listopada – zainaugurowała działalność Filharmonia Poznańska im. Tadeusza Szeligowskiego.
- 11 listopada – 4 kolejarzy zginęło w wyniku zaczadzenia w tunelu pod Małym Wołowcem.
- 15 listopada – mjr Hieronim Dekutowski ps. Zapora, działający na Lubelszczyźnie, aresztowany i zamordowany na mocy wyroku sądowego.
- 21 listopada – reaktywowano Białowieski Park Narodowy.
- 24 listopada – w Krakowie rozpoczął się pierwszy proces oświęcimski.
- 16 grudnia – przed Najwyższym Trybunałem Narodowym w Krakowie zakończył się pierwszy proces oświęcimski. Na karę śmierci (2 oskarżonym zamieniono ją następnie na dożywotnie pozbawienie wolności) skazano 23 członków załogi KL Auschwitz-Birkenau, 16 na karę pozbawienia wolności od 3 lat do dożywotniego pozbawienia wolności, a jednego oskarżonego uniewinniono.
- 30 grudnia – w Łodzi powstało Studio Małych Form Filmowych „Semafor”.
- Powstały kluby piłkarskie: Wisła Płock (początkowo jako Elektryczność Płock), Chemik Kędzierzyn-Koźle, Śląsk Wrocław, Górnik Polkowice, Stilon Gorzów, Wigry Suwałki.

## Wydarzenia na świecie
- 1 stycznia – połączenie brytyjskiej i amerykańskiej strefy okupacyjnej w Niemczech w jeden obszar gospodarczy – Bizonię.
- 4 stycznia – ukazało się pierwsze wydanie niemieckiego tygodnika „Der Spiegel”.
- 9 stycznia – w ramach denazyfikacji Amerykanie zburzyli Ehrentempel (Świątynię Honoru), zespół dwóch budowli powstałych w 1935 roku w Monachium, gdzie pochowano szesnastu członków NSDAP, którzy zginęli podczas puczu monachijskiego w 1923 roku.
- 10 stycznia:
  - ONZ przejął kontrolę nad wolnym miastem Triest.
  - grecki parowiec „Himara” wpadł na minę morską na południe od Aten; zginęły 392 spośród 637 osób na pokładzie.
- 11 stycznia:
  - generał Grigorij Kulik został aresztowany w ZSRR.
  - powstała Włoska Partia Socjaldemokratyczna (PSDI).
  - dokonano oblotu amerykańskiego myśliwca McDonnell F2H Banshee.
- 16 stycznia – Vincent Auriol został prezydentem Francji.
- 22 stycznia – Paul Ramadier został premierem Francji.
- 26 stycznia – w katastrofie samolotu DC-3 linii KLM na lotnisku w Kopenhadze zginęły 22 osoby, w tym szwedzki książę Gustaw Adolf i amerykańska śpiewaczka operowa Grace Moore.
- 27 stycznia – premierzy Clement Attlee i Aung San podpisali w Londynie układ, na mocy którego Birma miała uzyskać niepodległość w ciągu następnego roku.
- 2 lutego – papież Pius XII ogłosił konstytucję apostolską Provida Mater Ecclesia ustanawiającą instytuty świeckie.
- 3 lutego – w Snag (Jukon, Kanada) zanotowano −63 °C, jest to najniższa temperatura w Ameryce Północnej.
- 6 lutego – w Canberze Australia, Francja, Holandia, Nowa Zelandia, Stany Zjednoczone i Wielka Brytania podpisały porozumienie o utworzeniu Komisji Południowego Pacyfiku.
- 8 lutego – w Berlinie spłonęło ponad 100 uczestników balu maskowego.
- 10 lutego – w Paryżu podpisano traktaty pokojowe z sojusznikami III Rzeszy. Utworzono Wolne Terytorium Triestu.
- 12 lutego – na rosyjskim dalekim wschodzie spadł meteoryt żelazny Sikhote-Alin.
- 17 lutego:
  - rozgłośnia Głos Ameryki rozpoczęła nadawanie audycji do ZSRR.
  - w Nowym Jorku założono Międzynarodowe Stowarzyszenie Prawników (IBA).
- 20 lutego – wystrzelona przez Amerykanów rakieta V2 po raz pierwszy w historii wyniosła w przestrzeń kosmiczną (na wysokość 109 km) zwierzęta (muszki owocowe).
- 21 lutego – w Nowym Jorku zaprezentowano aparat do fotografii błyskawicznej Polaroid.
- 23 lutego – powstała Międzynarodowa Organizacja Normalizacyjna (ISO).
- 25 lutego:
  - uchwałą Sojuszniczej Rady Kontroli Niemiec ogłoszono likwidację państwa pruskiego.
  - najbardziej tragiczna katastrofa w historii kolei japońskich, śmierć 184 pasażerów.
- 28 lutego – incydent 28 lutego: w Tajpej wojsko otwarło ogień do demonstrantów domagających się demokratyzacji życia publicznego.
- 1 marca – zainaugurował działalność Międzynarodowy Fundusz Walutowy.
- 3 marca – grecki rząd zwrócił się do USA o pomoc w walce z komunistyczną partyzantką.
- 4 marca – podpisano francusko-brytyjski traktat z Dunkierki.
- 5 marca – w Norymberdze rozpoczął się proces prawników nazistowskiego wymiaru sprawiedliwości.
- 6 marca:
  - zakończył się proces załogi Dachau (US vs. Willi Fischer i inni).
  - zwodowano krążownik ciężki USS Newport News, pierwszy okręt wojenny wyposażony w urządzenia klimatyzacyjne (stocznia Newport News).
- 7 marca:
  - w Paragwaju wybuchła wojna domowa.
  - założono kolumbijski klub piłkarski Atlético Nacional.
- 12 marca – prezydent USA Harry Truman wezwał Kongres do przyznania natychmiastowej pomocy wojskowej i gospodarczej Grecji i Turcji w celu odparcia komunizmu, formułując tym samym nową wytyczną amerykańskiej polityki zagranicznej (tzw. Doktryna Trumana).
- 13 marca – odbyła się 19. ceremonia wręczenia Oscarów.
- 14 marca – podpisano Unię Celną Beneluksu.
- 16 marca – dokonano oblotu amerykańskiego samolotu pasażerskiego Convair CV-240.
- 17 marca – dokonano oblotu amerykańskiego bombowca B-45 Tornado.
- 20 marca – Paul-Henri Spaak został premierem Belgii.
- 25 marca – eksplozja w kopalni węgla w amerykańskim miasteczku Centralia (Illinois), śmierć poniosło 111 górników.
- 29 marca – na Madagaskarze wybuchło powstanie antyfrancuskie.
- 30 marca – po tajnym procesie został stracony przywódca Kurdów irańskich Qazi Muhammad i wszyscy członkowie zlikwidowanej Republiki Mahabadzkiej.
- 1 kwietnia:
  - Paweł I został królem Grecji.
  - w austriackim Gmünd zostało założona niemieckie przedsiębiorstwo motoryzacyjne Porsche.
- 2 kwietnia – rząd brytyjski oficjalnie przekazał sprawę konfliktu w Mandacie Palestyny do ONZ.
- 7 kwietnia – w Damaszku założono panarabską Partię Socjalistycznego Odrodzenia Arabskiego znaną jako „Partia Baas”.
- 9 kwietnia – założono Universidad del Bío-Bío w chilijskim Concepción.
- 10 kwietnia – w Oksfordzie rozpoczął się kongres założycielski Międzynarodówki Liberalnej.
- 16 kwietnia:
  - amerykański przemysłowiec i polityk Bernard Baruch po raz pierwszy użył terminu „zimna wojna”.
  - w porcie w Texas City wskutek wybuchu 2300 ton saletry amonowej w ładowniach francuskiego statku SS „Grandcamp” zginęło 581 osób, a tysiące odniosły obrażenia.
- 17 kwietnia – brytyjski statek pasażerski SS „Sir Harvey Adamson” z 269 osobami na pokładzie zatonął podczas rejsu z Rangunu do Mergui w Birmie.
- 18 kwietnia:
  - okupacyjne wojska brytyjskie podjęły nieudaną próbę wysadzenia w powietrze wyspy Helgoland.
  - w Bratysławie został stracony za zbrodnie wojenne ks. Jozef Tiso, przywódca Słowacji w latach 1939–1945.
  - została założona Międzynarodowa Federacja Piłki Siatkowej (FIVB).
- 20 kwietnia – Fryderyk IX został królem Danii.
- 28 kwietnia:
  - w Nowym Jorku odbyło się pierwsze nadzwyczajne posiedzenie ONZ.
  - norweski podróżnik Thor Heyerdahl rozpoczął wyprawę na tratwie „Kon-Tiki” z Peru przez Ocean Spokojny, która miała udowodnić hipotezę, że ludzie przybyli na wyspy Polinezji z Ameryki Południowej.
- 1 maja – w Portella della Ginestra na włoskiej wyspie Sycylia Ochotnicza Armia Niepodległej Sycylii (EVIS) dokonała masakry, zginęło 11 osób, a 56 zostało rannych.
- 2 maja – Zlikwidowano Cesarstwo Wielkiej Japonii
- 3 maja – w Japonii zaczęła obowiązywać nowa konstytucja, tzw. pokojowa.
- 11 maja – na torze wyścigowym we włoskiej Piacenzy zadebiutowało Ferrari 125 S.
- 13 maja – utworzono Specjalny Komitet Narodów Zjednoczonych ds. Palestyny (UNSCOP).
- 16 maja – założono mołdawski klub piłkarski Zimbru Kiszyniów (pod nazwą Dinamo).
- 19 maja:
  - dokonano oblotu bombowca Tu-4.
  - w Stambule otwarto stadion BJK İnönü Stadı, na którym mecze rozgrywa Beşiktaş JK.
- 22 maja – zimna wojna: prezydent USA Harry Truman podpisał ustawę wprowadzającą doktrynę Trumana i przyznającą 400 milionów dolarów pomocy militarnej i ekonomicznej Turcji i Grecji.
- 29 maja – samolot Douglas DC-4 należący do United Airlines rozbił się podczas startu do lotu z Nowego Jorku do Cleveland; zginęły 42 osoby.
- 30 maja – 53 osoby zginęły w katastrofie samolotu Douglas C-54 Skymaster, odbywającego lot z Newark do Miami.
- 3 czerwca – wicekról Indii Lord Mountbatten ogłosił plan podziału Indii poprzez utworzenie Pakistanu złożonego z prowincji z większością muzułmańską.
- 5 czerwca – George Marshall, amerykański sekretarz stanu przedstawił plan pomocy gospodarczej dla Europy, tzw. Plan Marshalla.
- 7 czerwca – założono chilijski klub piłkarski CD Huachipato.
- 10 czerwca – szwedzkie przedsiębiorstwo motoryzacyjne Saab zaprezentowało swój pierwszy model samochodu osobowego Saab 92.
- 13 czerwca – 50 osób zginęło w katastrofie samolotu Douglas DC-4 pod Waszyngtonem.
- 17 czerwca – prezydent USA, Harry Truman, przedstawił w przemówieniu w Princeton zasady doktryny powstrzymywania (doktryna Trumana).
- 25 czerwca – dokonano oblotu bombowca Boeing B-50 Superfortress.
- 29 czerwca – w leżącej na południu kraju miejscowości Målilla została zanotowana rekordowo wysoka temperatura (+38 °C) w historii Szwecji (ex aequo z Ultuną w 1933 roku).
- 2 lipca – w miejscowości Roswell, w stanie Nowy Meksyk (Stany Zjednoczone) rzekomo rozbił się niezidentyfikowany obiekt latający (UFO).
- 4 lipca – generał Kazimierz Tumidajski (ps. „Marcin”), komendant Okręgu Lubelskiego Armii Krajowej, został zamordowany podczas przymusowego dokarmiania w obozie internowanych w Diagiliewie, Riazanska Oblast, ZSRR.
- 8 lipca – „incydent w Roswell”: USAAF poinformowały o odnalezieniu szczątków niezidentyfikowanego obiektu latającego.
- 10 lipca – w Zagrzebiu powstała wytwórnia płytowa „Jugoton”.
- 13 lipca – w Uściu nad Łabą doszło do największej w historii Czech katastrofy tramwajowej – zabitych zostało 30 osób a 76 zostało rannych.
- 18 lipca:
  - król Wielkiej Brytanii Jerzy VI podpisał ustawę o niepodległości Indii.
  - Powiernicze Wyspy Pacyfiku przeszły pod powiernictwo USA.
- 19 lipca – w zamachu zginął premier Birmy generał Aung San, ojciec noblistki Aung San Suu Kyi.
- 26 lipca – decyzją prezydenta Harry’ego Trumana utworzone zostały Centralna Agencja Wywiadowcza (CIA) oraz Rada Bezpieczeństwa Narodowego (NCS).
- 1 sierpnia – inauguracja działalności Bundesbanku – banku centralnego NRF.
- 2 sierpnia – należący do British South American Airways(inne języki) samolot Avro Lancastrian z 5 członkami załogi i 6 pasażerami rozbił się na wulkanie Tupungato na granicy chilijsko-argentyńskiej, gdzie został zasypany przez lawinę i opady śniegu. Jego wrak odnaleziono w 2000 roku na zmniejszającym się lodowcu.
- 7 sierpnia – zakończyła się wyprawa Thora Heyerdahla na tratwie Kon-Tiki.
- 8 sierpnia – przyjęto flagę Pakistanu.
- 12 sierpnia – rozpoczęła się seryjna produkcja samochodu Renault 4CV.
- 14 sierpnia – Indyjski Kongres Narodowy wyraził zgodę na podział Indii i utworzenie odrębnego państwa islamskiego, które nazwano Pakistanem.
- 15 sierpnia – rozpad imperium brytyjskiego: po podziale Indii Brytyjskich proklamowano niepodległość Indii.
- 20 sierpnia – zakończył się proces norymberski lekarzy oskarżonych o ludobójstwo.
- 28 sierpnia – w wyniku obrażeń odniesionych podczas walki z bykiem z hodowli Miura zmarł hiszpański matador Manolete, uważany za największego toreadora wszech czasów.
- 18 września – „zimna wojna”: w USA weszła w życie ustawa powołująca Centralną Agencję Wywiadowczą i Radę Bezpieczeństwa Narodowego.
- 30 września – Jemen oraz Pakistan zostały członkami ONZ.
- 1 października – apel prezydenta Trumana, aby Amerykanie zrezygnowali z jedzenia mięsa przez kilka dni w tygodniu, aby zaoszczędzone w ten sposób środki przekazać głodującym mieszkańcom Europy.
- 3 października – w więzieniu Landsberg pod Monachium powieszono 10 nazistowskich zbrodniarzy skazanych na śmierć w procesie załogi obozu koncentracyjnego Flossenbürg.
- 14 października:
  - amerykański pilot Chuck Yeager jako pierwszy przekroczył barierę dźwięku podczas lotu eksperymentalnym samolotem Bell X-1.
  - strajk komunikacji miejskiej w Paryżu. Jednocześnie w innych rejonach Francji wybuchły strajki przeciwko drożyźnie i redukcji przydziałów żywności.
- 20 października – przyjęto flagę ONZ.
- 22 października – początek indyjsko-pakistańskiej wojny o Kaszmir.
- 24 października – Douglas DC-6 lecący z Los Angeles do Chicago rozbił się niedaleko lotniska w Bryce Canyon w stanie Utah. Zginęły 52 osoby.
- 26 października – maharadża Hari Singh podpisał akt wstąpienia Kaszmiru do Indii.
- 30 października – Genewa: podpisano Układ w Sprawie Taryf Celnych i Handlu GATT.
- 2 listopada – odbył się jedyny lot amerykańskiej łodzi latającej Świerkowa Gęś, największego samolotu o konstrukcji drewnianej.
- 11 listopada – premiera filmu Dżentelmeńska umowa.
- 20 listopada – księżniczka Elżbieta, następczyni tronu Zjednoczonego Królestwa, poślubiła greckiego księcia Filipa.
- 24 listopada – Robert Schuman został premierem Francji.
- 25 listopada:
  - Nowa Zelandia ratyfikowała Statut Westminsterski.
  - opublikowano pierwszą wersję tzw. czarnej listy Hollywood.
- 29 listopada – Rezolucja Zgromadzenia Ogólnego ONZ nr 181: na wniosek ONZ Palestyna została podzielona na część żydowską i arabską, które przekształciły się następnie w Izrael i arabską Palestynę.
- 30 listopada – wybuchła wojna domowa w Palestynie.
- 3 grudnia – na Broadwayu odbyła się premiera sztuki Tramwaj zwany pożądaniem autorstwa Tennessee Williamsa.
- 4 grudnia – w Norymberdze zakończył się proces prawników z czasów III Rzeszy.
- 6 grudnia – utworzono Park Narodowy Everglades na Florydzie.
- 9 grudnia – wojna o niepodległość Indonezji: holenderscy żołnierze dokonali masakry 431 mieszkańców wsi Rawagede w prowincji Jawa Zachodnia.
- 12 grudnia – wojna domowa w Palestynie: żydowska organizacja terrorystyczna Irgun przeprowadziła zamachy bombowe na autobusy w Hajfie i Ramli. Zginęło 27 osób, a 30 zostało rannych.
- 14 grudnia – w Madrycie otwarto Stadion Santiago Bernabéu.
- 16 grudnia – Amerykanie John Bardeen i Walter Houser Brattain z Bell Labs skonstruowali pierwszy działający typ tranzystora (tzw. tranzystor ostrzowy).
- 17 grudnia – dokonano oblotu bombowca Boeing B-47 Stratojet.
- 22 grudnia – uchwalono Konstytucję Włoch.
- 23 grudnia – zakład doświadczalny Bell Labs przedsiębiorstwa AT&T zaprezentował pierwszy tranzystor, wynaleziony przez Johna Bardeena, Waltera Housera Brattaina i Williama Shockleya; cała trójka została w 1956 uhonorowana Nagrodą Nobla w dziedzinie fizyki.
- 25 grudnia – zaczęła obowiązywać nowa konstytucja w Chinach.
- 27 grudnia – Włochy uchwaliły konstytucję republikańską.
- 29 grudnia – wojna domowa w Palestynie: w zamachu przeprowadzonym przez żydowską organizację Irgun na kawiarnię przy Bramie Damasceńskiej w Jerozolimie zginęło 15 osób.
- 30 grudnia:
  - abdykował król Rumunii Michał I.
  - dokonano oblotu myśliwca MiG-15.
  - w Hajfie terroryści z żydowskiej organizacji zbrojnej Irgun Cewai Leumi rzucili dwie bomby w tłum Arabów stojących przed miejscową rafinerią, zabijając 6 osób i raniąc 42. W odwecie zostało zabitych 39 żydowskich robotników rafinerii.
- Opona bezdętkowa została zaprezentowana przez amerykańską firmę Goodrich Corporation.

## Urodzili się
- 1 stycznia:
  - Jon Corzine, amerykański polityk, senator ze stanu New Jersey
  - F.R. David, francuski piosenkarz
  - Konrad Imielski, polski polityk
  - Władimir Titow, radziecki kosmonauta
- 2 stycznia:
  - Andrzej Bachleda-Curuś II, polski narciarz
  - Franciszek Bachleda-Księdzularz, polski działacz społeczny i samorządowy, prezes Związku Podhalan, polityk, senator RP (zm. 2019)
  - Roman Jagieliński, polski polityk
  - Alena Skryhan, białoruska nauczycielka, działaczka komunistyczna
  - Ewa Śnieżanka, polska piosenkarka i działaczka samorządowa
  - Aleksandr Tichonow, rosyjski biathlonista
- 3 stycznia:
  - Daniel Kłosek, polski wokalista
  - Seweryn Krajewski, polski muzyk
  - Adam Myjak, polski rzeźbiarz i pedagog (zm. 2025)
- 4 stycznia:
  - Chris Cutler, brytyjski perkusista, kompozytor, autor tekstów piosenek i producent muzyczny
  - Waldemar Gawlik, polski aktor
  - Robert van Mackelenberg, australijski aktor australijskiego pochodzenia
  - Maryna Miklaszewska, polska bohemistka, dziennikarka, pisarka (zm. 2022)
- 5 stycznia:
  - Mike DeWine, amerykański polityk, senator ze stanu Ohio
  - Rita Kühne, niemiecka lekkoatletka, sprinterka
  - Kathrine Switzer, amerykańska lekkoatletka, biegaczka długodystansowa, feministka
  - Andrzej Szczepański, polski polityk, działacz PZPR, senator RP (zm. 2020)
  - Joachim Vobbe, niemiecki duchowny starokatolicki, biskup (zm. 2017)
- 6 stycznia:
  - Halina Balaszczuk, polski historyk i bibliotekarz (zm. 1986)
  - Ian Millar, kanadyjski jeździec, dziesięciokrotny olimpijczyk, medalista olimpijski
  - Owen Pinnell, nowozelandzki bobsleista, olimpijczyk
- 7 stycznia:
  - Josip Alebić, chorwacki lekkoatleta, sprinter (zm. 2021)
  - Ryszard Antoniszczak, polski plastyk, pisarz, scenarzysta, reżyser filmów animowanych (zm. 2021)
  - Géza Cséby, węgierski poeta, prozaik, tłumacz, historyk literatury, kulturoznawca
  - Wojciech Dąbrowski, polski podróżnik
  - Anna Fornalczyk, polska ekonomistka
  - Tone Peršak, słoweński polityk
  - John Warren, amerykański koszykarz
  - Wiesław Zych, polski sędzia i działacz koszykarski
- 8 stycznia:
  - Edward Białogłowski, polski duchowny katolicki, biskup pomocniczy przemyski i rzeszowski
  - David Bowie, brytyjski piosenkarz, kompozytor, multiinstrumentalista, aranżer, producent muzyczny, aktor (zm. 2016)
  - Marek Garztecki, polski socjolog, dziennikarz muzyczny
  - Antti Kalliomäki, fiński lekkoatleta, tyczkarz, polityk
  - Andrzej Rzeźniczak, polski przedsiębiorca, polityk, senator RP (zm. 2010)
  - Samuel Schmid, szwajcarski polityk, prezydent Szwajcarii
- 9 stycznia – Jurij Bałujewski, rosyjski generał
- 10 stycznia:
  - Jan Chojnacki, polski polityk, poseł na Sejm RP
  - Takashi Matsuoka, japońsko-amerykański pisarz
  - Afeni Shakur, amerykańska działaczka społeczna (zm. 2016)
  - Peer Steinbrück, niemiecki ekonomista, polityk
  - Tiit Vähi, estoński inżynier, polityk, premier Estonii
- 11 stycznia – Carry Geijssen, holenderska łyżwiarka szybka
- 12 stycznia:
  - Henning Munk Jensen, duński piłkarz (zm. 2023)
  - Eugeniusz Cezary Król, polski historyk
- 13 stycznia:
  - Marian Hermanowicz, polski samorządowiec, starosta koszaliński
  - Jacek Majchrowski, polski prawnik, prezydent Krakowa
  - Francisco Pérez González, hiszpański duchowny katolicki, arcybiskup Pampeluny
- 14 stycznia:
  - Andrzej Czohara, polski prawnik
  - Aleksandra Ford-Sampolska, polska aktorka (zm. 2013)
  - Peter Nogly, niemiecki piłkarz
  - Bev Perdue, amerykańska nauczycielka i polityk
  - Krystyna Prońko, polska piosenkarka i kompozytorka
  - Bogdan Zemanek, polski biolog
- 15 stycznia:
  - Martin Chalfie, amerykański biolog, laureat Nagrody Nobla
  - Wojciech Kruk, polski ekonomista, przedsiębiorca, polityk, senator RP
  - Andrea Martin, amerykańska aktorka, komediantka
- 16 stycznia:
  - Thomas Collins, kanadyjski duchowny katolicki, kardynał
  - Georgette Mosbacher, amerykańska bizneswoman, polityk, dyplomata
  - Magdalen Nabb, brytyjska pisarka (zm. 2007)
  - Józef Tomasz Pokrzywniak, polski historyk literatury (zm. 2017)
  - Stanisław Rusznica, polski nauczyciel, związkowiec, polityk, poseł na Sejm RP
- 17 stycznia:
  - Józef Baran, polski poeta
  - Manuel Herrero Fernández, hiszpański duchowny katolicki, biskup Palencii
  - Danuta Jędrejek, polska lekkoatletka, sprinterka
  - Leszek Kazimierz Sułek, polski działacz samorządowy, poseł na Sejm RP (zm. 2021)
  - Władysław Szaryński, polski piłkarz
- 18 stycznia – Takeshi Kitano, japoński pisarz, malarz, aktor, reżyser, montażysta i producent filmowy
- 19 stycznia:
  - Leszek Balcerowicz, polski ekonomista, polityk, minister finansów, wicepremier, prezes NBP
  - Elżbieta Barys, polska polityk, posłanka na Sejm III kadencji
  - Jordanka Błagoewa, bułgarska lekkoatletka, skoczkini wzwyż
  - Rod Evans, brytyjski wokalista muzyk, kompozytor, członek zespołu Deep Purple
  - Janusz Maksymiuk, polski inżynier rolnik, związkowiec, polityk, poseł na Sejm RP
  - Leonard Andrzej Mróz, polski śpiewak operowy (zm. 2020)
  - Wojciech Skrzydlewski, polski medioznawca, pedagog, profesor UAM (zm. 2024)
  - Andrzej Szlachta, polski samorządowiec, polityk, prezydent Rzeszowa, poseł na Sejm RP
- 20 stycznia:
  - Dag Jostein Fjærvoll, norweski polityk (zm. 2021)
  - Riccardo Fontana, włoski duchowny katolicki, biskup Arezzo-Cortona-Sansepolcro, arcybiskup ad personam
  - Cyrille Guimard, francuski kolarz szosowy, torowy i przełajowy
  - Kateryna Waszczuk, ukraińska polityk
- 21 stycznia:
  - Jill Eikenberry, amerykańska aktorka
  - Marek Głogowski, polski poeta, prozaik, autor tekstów piosenek, dziennikarz, tłumacz
  - Aleksandr Gusiew, rosyjski hokeista, trener (zm. 2020)
  - Pye Hastings, szkocki gitarzysta, wokalista, członek zespołu Caravan
  - Michel Jonasz, francuski piosenkarz, aktor pochodzenia węgierskiego
  - Rabije Kadir, ujgurska bizneswoman, działaczka polityczna
  - Thomas Olmsted, amerykański duchowny katolicki, biskup Phoenix
  - Wiron Polidoras, grecki prawnik, polityk
  - David Preiss, czeski matematyk
  - Giuseppe Savoldi, włoski piłkarz
  - Roberto Zywica, argentyński piłkarz, trener pochodzenia polskiego (zm. 2025)
- 22 stycznia:
  - Vincenzo Apicella, włoski duchowny katolicki, biskup Velletri-Segni
  - Jean-Paul Delevoye, francuski menedżer, samorządowiec, polityk
  - Makiko Furukawa, japońska siatkarka
  - Vladimir Oravsky, szwedzki pisarz, reżyser pochodzenia słowackiego
  - Rod Price, brytyjski gitarzysta, członek zespołu Foghat(inne języki) (zm. 2005)
- 23 stycznia:
  - Thomas R. Carper, amerykański polityk, senator ze stanu Delaware
  - Barbara Falender, polska rzeźbiarka
  - Lasse Lehtinen, fiński polityk, dziennikarz
  - Marek Muszyński, polski polityk, nauczyciel akademicki, poseł na Sejm I i IV kadencji
  - Zbigniew Niemczycki, polski przedsiębiorca
  - Jaroslav Pánek, czeski historyk
  - Megawati Soekarnoputri, indonezyjska polityk, prezydent Indonezji
- 24 stycznia:
  - Michio Kaku, amerykański fizyk teoretyk pochodzenia japońskiego
  - Jerzy Konikowski, polski szachista, trener szachowy, publicysta
  - Romuald Kujawski, polski duchowny katolicki, biskup Porto Nacional w Brazylii
  - Ołeksandr Tkaczenko, ukraiński piłkarz, bramkarz, trener
- 25 stycznia:
  - Jolanta Brzeska, polska działaczka społeczna (zm. 2011)
  - Mirosław Gnieciak, polski szachista, trener
  - Zully Montero, kubańska aktorka
  - Ángel Nieto, hiszpański motocyklista wyścigowy (zm. 2017)
  - Światosław Nowicki, polski filozof, astrolog, pisarz, tłumacz
  - Tostão, brazylijski piłkarz
  - Krešimir Zubak, bośniacki polityk narodowości chorwackiej, prezydent Chorwackiej Republiki Herceg-Bośni, prezydent Federacji Bośni i Hercegowiny
- 26 stycznia:
  - Robert Cailliau, belgijski programista
  - Mark Dayton, amerykański polityk, senator ze stanu Minnesota
  - Michel Sardou, francuski kompozytor i piosenkarz
  - Witold Starecki, polski reżyser filmowy, twórca filmów dokumentalnych (zm. 2011)
- 27 stycznia:
  - Irena Chodorowska, polska brydżystka
  - Steven T. Kuykendall, amerykański polityk (zm. 2021)
- 28 stycznia:
  - Txetxu Rojo, hiszpański piłkarz, trener narodowości baskijskiej (zm. 2022)
  - Shōzō Saijō, japoński bokser
  - Jeanne Shaheen, amerykańska polityk, senator ze stanu New Hampshire
  - Maria Zmierczak, polska prawniczka
- 29 stycznia:
  - Linda B. Buck, amerykańska biolog, laureatka Nagrody Nobla
  - Mładen Kuczew, bułgarski sztangista
  - Ernie Lively, amerykański aktor (zm. 2021)
  - Anna Małkiewicz, polska strzelczyni sportowa
- 30 stycznia:
  - Małgorzata Braunek, polska aktorka (zm. 2014)
  - Masaki Kashiwara, japoński matematyk
  - Jerzy Plutowicz, polski poeta
- 31 stycznia:
  - Jonathan Banks, amerykański aktor
  - Jan Nawłoka, polski polityk
  - Nolan Ryan, amerykański baseballista
  - Glynn Turman, amerykański aktor
- 1 lutego – Kazimierz Woźnicki, polski trener pływania
- 2 lutego:
  - Farrah Fawcett, amerykańska aktorka (zm. 2009)
  - Dick Krzywicki, walijski piłkarz pochodzenia polskiego
  - Zygmunt Kufel, polski polityk, prawnik, poseł na Sejm I kadencji (zm. 2011)
  - Harri Õunapuu, estoński agronom, menedżer, polityk
  - Anna Rosbach Andersen, duńska polityk, europoseł
- 3 lutego:
  - Paul Auster, amerykański prozaik, eseista, tłumacz, reżyser i scenarzysta filmowy (zm. 2024)
  - Christo Bonew, bułgarski piłkarz, trener i działacz piłkarski
  - Georg Jarzembowski, niemiecki polityk
  - Georgi Kamenski, bułgarski piłkarz, bramkarz
  - Andrzej Kosiniak-Kamysz, polski lekarz, polityk, minister zdrowia i opieki społecznej
  - Stephen McHattie, kanadyjski aktor
  - Melanie Safka, amerykańska piosenkarka pochodzenia włosko-ukraińskiego (zm. 2024)
  - Tomasz Szachowski, polski dziennikarz muzyczny
- 4 lutego:
  - Halina Aszkiełowicz, polska siatkarka (zm. 2018)
  - Dennis Blair, amerykański admirał, polityk
  - Aleksander Błaszczyk, polski matematyk, wykładowca akademicki, polityk
  - Stan Pilecki, australijski rugbysta pochodzenia polskiego (zm. 2017)
  - Dan Quayle, amerykański polityk, wiceprezydent USA
  - Stanisław Szudrowicz, polski lekkoatleta, skoczek w dal i sprinter (zm. 2019)
- 5 lutego:
  - Mary Cleave, amerykańska astronauta (zm. 2023)
  - Eduardo Antunes Coimbra, brazylijski piłkarz, trener
  - Kazimierz Kik, polski politolog, nauczyciel akademicki, publicysta
  - David Ladd, amerykański aktor, producent filmowy i telewizyjny pochodzenia żydowskiego
  - Halina Lichocka, polska historyk sztuki
  - Clemente Mastella, włoski polityk
  - Agostinho Oliveira, portugalski piłkarz, trener
  - Arkadiusz Płoski, polski matematyk, samorządowiec, prezydent Kielc (zm. 2024)
  - Józef Śreniowski, działacz opozycji demokratycznej w PRL
- 6 lutego:
  - Czesław Borsowski, polski poeta, pedagog
  - Mark Brennan, amerykański duchowny katolicki
  - Piotr Kunce, polski grafik, plakacista, pedagog
  - Carlo Nordio, włoski prawnik, publicysta i polityk
- 7 lutego – Ruth Aspöck, austriacka pisarka
- 8 lutego:
  - Jean-Antoine Giansily, francuski ekonomista, polityk
  - Ronald Allen Harris, amerykański bokser (zm. 1980)
  - Zbigniew Lesień, polski aktor, reżyser teatralny
- 9 lutego:
  - Carla Del Ponte, szwajcarska prawniczka
  - Boris Gulko, amerykański szachista, trener pochodzenia rosyjskiego
  - Andrzej Hellmann, polski hematolog, transplantolog
  - Kazimierz Kuczman, polski historyk sztuki (zm. 2021)
  - Marian Myszko, polski perkusista, flecista, wokalista, skrzypek
  - Erik Olin Wright, amerykański socjolog (zm. 2019)
- 10 lutego:
  - Jerzy Gołubowicz, polski samorządowiec, prezydent Zabrza (zm. 2024)
  - Juan Guillermo López Soto, meksykański duchowny katolicki, biskup Cuauhtémoc-Madera (zm. 2021)
  - Zygmunt Machnik, polski polityk, przedsiębiorca, poseł na Sejm III kadencji
  - Margrit Olfert, niemiecka lekkoatletka, wieloboistka
- 11 lutego:
  - Ireneusz (Bulović), serbski biskup prawosławny
  - Yukio Hatoyama, japoński polityk, premier Japonii
  - Abby Hoffman, kanadyjska lekkoatletka, biegaczka
  - Siergiej Kurzanow, rosyjski paleontolog
  - Roy Moore, amerykański prawnik, polityk
  - Edwin Petrykat, polski aktor
  - Witold Rzymowski, polski matematyk (zm. 2025)
  - Ryszard Zimak, polski dyrygent, pedagog (zm. 2021)
- 12 lutego – Edward Zielski, polski duchowny katolicki
- 13 lutego:
  - Julien Cools, belgijski piłkarz
  - Stephen Hadley, amerykański polityk
  - Mike Krzyzewski, amerykański trener koszykówki polskiego pochodzenia
  - Jerzy Montag, niemiecki prawnik i polityk
  - Bogdan Tanjević, serbski trener koszykarski
  - Tatjana Tarasowa, rosyjska trenerka łyżwiarstwa figurowego
- 14 lutego:
  - Majgull Axelsson, szwedzka pisarka, dziennikarka
  - Józef Grabek, polski polityk, poseł na Sejm RP (zm. 2017)
  - Janusz Jagucki, polski duchowny ewangelicki, biskup, zwierzchnik Kościoła Ewangelicko-Augsburskiego (zm. 2025)
  - Judd Gregg, amerykański polityk, senator ze stanu New Hampshire
  - Vartan Malakian, ormiański malarz, tancerz
  - Abdulxashim Mutalov, uzbecki polityk, premier Uzbekistanu
  - Phạm Tuân, wietnamski generał lotnictwa, kosmonauta
  - Heide Rosendahl, niemiecka lekkoatletka, skoczkini w dal i wieloboistka
- 15 lutego:
  - John Adams, amerykański kompozytor
  - Marisa Berenson, amerykańska aktorka i modelka
  - Dagmar Käsling, niemiecka lekkoatletka
  - Andrzej Maria Marczewski, polski reżyser teatralny (zm. 2020)
- 16 lutego – Stanisława Golinowska, polska ekonomistka
- 17 lutego:
  - Niko Kanxheri, albański aktor, reżyser filmowy
  - Jerzy Różański, polski grafik
  - Flemming Serritslev, duński piłkarz i trener
- 18 lutego:
  - Krystiana (księżniczka holenderska) (zm. 2019)
  - Eliot Engel, amerykański polityk
  - Héctor Hugo Eugui, urugwajski piłkarz, trener
  - Julian Gralka, polski szachista, trener
  - Carlos Lopes, portugalski lekkoatleta
- 19 lutego:
  - Rajko Aleksić, serbski piłkarz
  - Ingvar Hansson, szwedzki żeglarz sportowy
  - Malcolm Harbour, brytyjski polityk
  - Reno Olsen, duński kolarz szosowy i torowy
  - Betty Ting Pei, tajwańska aktorka
- 20 lutego:
  - Paweł Abramski, polski polityk, prawnik, poseł na Sejm I kadencji, senator IV kadencji
  - Henry Hübchen, niemiecki aktor
  - Barbara Kryżan-Stanojević, polska językoznawczyni (zm. 2019)
  - Peter Strauss, amerykański aktor
  - Wacław Józef Walecki, profesor zwyczajny UJ, historyk literatury staropolskiej i oświeceniowej
- 21 lutego:
  - Jean-Claude Cheynet, francuski historyk, bizantynolog
  - Andrzej Czechowski, polski fizyk, pisarz
  - Greg Dayman, nowozelandzki hokeista na trawie
  - Joachim Ehrig, niemiecki wioślarz
  - Olympia Snowe, amerykańska polityk, senator ze stanu Maine
  - Ryszard Waśko, polski artysta
  - Anna N. Żytkow, polska astrofizyk
- 22 lutego:
  - Jurij Bizjak, słoweński duchowny katolicki, biskup koperski
  - Yves Boivineau, francuski duchowny katolicki, biskup Annecy
  - Minella Borova, albański aktor (zm. 2013)
  - Ryszard Chodynicki, polski polityk, pułkownik Wojska Polskiego, poseł na Sejm IV kadencji
  - Jewgienij Czernyszow, rosyjski piłkarz ręczny
  - Zbigniew Dybol, polski piłkarz ręczny, trener
  - Pirjo Honkasalo, fińska reżyserka, scenarzystka i operatorka filmowa
  - John Radford, angielski piłkarz, trener
- 23 lutego:
  - Niels-Christian Holmstrøm, duński piłkarz, trener
  - Pia Kjærsgaard, duńska polityk
  - Kazimierz Maranda, polski lekkoatleta, długodystansowiec
  - Lech Majewski, polski grafik
  - Wałerij Pustowojtenko, ukraiński polityk
  - Hans-Ulrich Schmied, niemiecki wioślarz
- 24 lutego:
  - Mike Fratello, amerykański trener koszykarski
  - Edward James Olmos, amerykański aktor, reżyser i producent filmowy
- 25 lutego:
  - Giuseppe Betori, włoski duchowny katolicki, kardynał
  - Lee Evans, amerykański lekkoatleta (zm. 2021)
  - Ryō Kawasaki, japoński gitarzysta jazzowy (zm. 2020)
  - Włodzimierz Matuszak, polski aktor
  - Bogdan Rok, polski historyk
- 26 lutego:
  - Guy Klucevsek, amerykański akordeonista, kompozytor (zm. 2025)
  - Sandie Shaw, brytyjska piosenkarka
  - Kazimierz Tylko, polski piłkarz ręczny, trener (zm. 2024)
- 27 lutego:
  - Alan Guth, amerykański fizyk, kosmolog
  - Max Klauß, niemiecki lekkoatleta, skoczek w dal
  - Gidon Kremer, łotewski skrzypek, dyrygent
  - Roger Pratt, brytyjski operator filmowy (zm. 2024)
- 28 lutego:
  - Mansur Barzegar, irański zapaśnik
  - Stephanie Beacham, brytyjska aktorka
  - Miroljub Labus, serbski ekonomista, polityk
  - Włodzimierz Lubański, polski piłkarz
  - Aron Schmidhuber, niemiecki sędzia piłkarski
  - Togiola Tulafono, polityk z Samoa Amerykańskiego, gubernator
- 1 marca:
  - Ivo Banac, chorwacki historyk, polityk
  - Jacques Carette, francuski lekkoatleta, sprinter
  - Hermann Giefer, niemiecki aktor
  - Leonard Mann, włosko-amerykański aktor, reżyser filmowy
  - Alan Thicke, kanadyjski aktor (zm. 2016)
- 2 marca:
  - Søren Kragh-Jacobsen, duński reżyser i scenarzysta filmowy, muzyk
  - Harry Redknapp, angielski piłkarz, trener
  - Andrzej Toczewski, polski historyk wojskowości, muzealnik, regionalista (zm. 2020)
  - Jerzy Zając, polski polityk i inżynier, poseł na Sejm III kadencji
- 3 marca:
  - Zdzisław Banat, polski inżynier, samorządowiec, prezydent Rzeszowa
  - Ian O’Brien, australijski pływak
  - Daniel Jenky, amerykański duchowny katolicki, biskup diecezji Peoria
  - Óscar Tabárez, trener piłkarski i były urugwajski piłkarz
  - Jennifer Warnes, amerykańska piosenkarka
- 4 marca:
  - Bogdan Błaszczyk, polski polityk, poseł na Sejm RP IV kadencji
  - Edward Deliman, amerykański duchowny rzymskokatolicki
  - David Franzoni, amerykański reżyser, scenarzysta i producent filmowy
  - Jan Garbarek, norweski saksofonista jazzowy pochodzenia polskiego
  - Barbara Nowak-Rogowska, polska koszykarka
  - Anna Semkowicz-Holt, polska dziennikarka (zm. 2010)
  - Kazimierz Wardak, polski lekkoatleta, średniodystansowiec (zm. 2020)
- 5 marca:
  - Leszek Bugaj, polski rolnik, samorządowiec, polityk, poseł na Sejm RP (zm. 2009)
  - John Kitzhaber, amerykański lekarz i polityk
  - Konstanty Andrzej Kulka, polski skrzypek i pedagog, ojciec Gabrieli Kulki
- 6 marca:
  - Dick Fosbury, amerykański lekkoatleta, skoczek wzwyż (zm. 2023)
  - Rita Gildemeister, niemiecka lekkoatletka, skoczkini wzwyż
  - Sinikka Mönkäre, fińska lekarka, działaczka samorządowa, polityk
  - Rob Reiner, amerykański aktor, reżyser i producent filmowy
  - John Stossel, amerykański dziennikarz śledczy, publicysta, pisarz pochodzenia żydowskiego
  - Konrad Szachnowski, polski aktor, reżyser teatralny
  - Tadeusz Woźniak, polski piosenkarz, gitarzysta, kompozytor (zm. 2024)
- 7 marca:
  - Jerzy Józef Baranowski, polski polityk, inżynier, senator RP (zm. 2010)
  - Marek Boral, polski polityk, poseł na Sejm X oraz I kadencji (zm. 2004)
  - Ginny Duenkel, amerykańska pływaczka
  - Andrzej Krauze, polski grafik
  - Richard Lawson, amerykański aktor, producent filmowy i telewizyjny
  - Michel Mercier, francuski polityk
  - Walter Röhrl, niemiecki kierowca rajdowy
  - Giuseppe Zenti, włoski duchowny katolicki, biskup Werony
- 8 marca:
  - Florentino Pérez, hiszpański działacz sportowy
  - Tom Rapp, amerykański wokalista, gitarzysta, członek zespołu Pearls Before Swine (zm. 2018)
  - Carole Bayer Sager, amerykańska kompozytorka
- 9 marca:
  - Robert Ciranko, amerykański działacz religijny
  - Keri Hulme, nowozelandzka pisarka (zm. 2021)
  - Žarko Korać, serbski psycholog, polityk
  - Ryszard Peryt, polski reżyser, aktor (zm. 2019)
- 10 marca:
  - John ’Oke Afareha, nigeryjski duchowny katolicki, biskup Warri
  - Kim Campbell, kanadyjska polityk, premier Kanady
  - Andrew Parrott, brytyjski dyrygent
  - Tom Scholz, amerykański muzyk, członek zespołu Boston, inżynier, wynalazca, filantrop
- 11 marca:
  - Jiří Brožek, czeski montażysta filmowy
  - Eugen Indjic, amerykański pianista pochodzenia serbsko-rosyjskiego (zm. 2024)
  - Harry Kent, nowozelandzki kolarz torowy (zm. 2021)
  - Tristan Murail, francuski kompozytor
  - Lubomír Nádeníček, czeski lekkoatleta, płotkarz
- 12 marca:
  - Peter Harry Carstensen, niemiecki polityk
  - Rupert Frazer, brytyjski aktor
  - Grzegorz Krzemiński, polski dziennikarz (zm. 2010)
  - Mariusz Muskat, polski socjolog i dziennikarz
  - Mitt Romney, amerykański przedsiębiorca, polityk
  - Dawid Rigiert, rosyjski sztangista
  - Józef Rusiecki, polski pedagog (zm. 2000)
  - Ray Wilson, angielski żużlowiec
- 13 marca:
  - Jacek Bierezin, polski poeta (zm. 1993)
  - Teodoros Katsanewas, grecki ekonomista, wykładowca akademicki, polityk (zm. 2021)
  - Krystyna Machnicka-Urbańska, polska florecistka, trenerka
  - Guillermo Ortiz Mondragón, meksykański duchowny katolicki, biskup Cuautitlán (zm. 2021)
  - Fortunato Pablo Urcey, hiszpański duchowny katolicki, prałat terytorialny Chota
  - Viktor Preiss, czeski aktor
  - Josephine Siao, hongkońska aktorka
  - Krzysztof Wojciechowski, polski artysta fotograf, kurator sztuki (zm. 2020)
- 14 marca:
  - Pam Ayres, angielska poetka
  - Gianni Bella, włoski piosenkarz i kompozytor
  - José Happart, belgijski polityk
  - Janusz Płoński, polski dziennikarz, scenarzysta i dokumentalista
  - Józef Zając, polski matematyk
- 15 marca:
  - Ry Cooder, amerykański gitarzysta, piosenkarz, autor tekstów piosenek
  - Novruz Məmmədov, azerbejdżański polityk, premier Azerbejdżanu
  - Jean-Claude Nallet, francuski lekkoatleta, sprinter i płotkarz (zm. 2023)
  - Federico Peña, amerykański polityk pochodzenia meksykańskiego
  - Andrzej Pityński, polski rzeźbiarz (zm. 2020)
- 16 marca:
  - Józef Gruszka, polski polityk, poseł na Sejm RP (zm. 2020)
  - Ewa Kosmol, polska pływaczka
  - Wojciech Mickunas, polski jeździec sportowy, trener
  - Ramzan Paskajew, czeczeński akordeonista, kompozytor
- 17 marca:
  - Jan Andersson, szwedzki polityk
  - Želimir Puljić, chorwacki duchowny katolicki, arcybiskup Zadaru
- 18 marca:
  - Olek Krupa, polski aktor
  - Deborah Lipstadt, amerykańska pisarka, historyk pochodzenia żydowskiego
  - John Nienstedt, amerykański duchowny katolicki, arcybiskup metropolita Saint Paul i Minneapolis
- 19 marca:
  - Kazimierz Alster, polski matematyk
  - Glenn Close, amerykańska aktorka
  - Dermot Crowley, irlandzki aktor
  - Dobrochna Kędzierska-Truszczyńska, polska dziennikarka, publicysta, polityk, poseł na Sejm RP
  - Marinho Peres, brazylijski piłkarz, trener (zm. 2023)
  - Izabela Targońska, polska kompozytorka i teoretyk muzyki, autorka podręczników akademickich, profesor sztuk muzycznych
  - Krystyna Tkacz, polska aktorka
- 20 marca:
  - Antonio Bassolino, włoski polityk
  - John Boswell, amerykański historyk (zm. 1994)
  - Karel Kodejška, czeski skoczek narciarski
  - Józef Opalski, polski teatrolog, muzykolog, literaturoznawca, publicysta, reżyser teatralny, organizator festiwali, pedagog
  - José Roberto Ospina Leongómez, kolumbijski duchowny katolicki, biskup Bugi
  - Hasan ibn Talal, jordański książę
- 21 marca:
  - Miroslav Grebeníček, czeski polityk i pedagog
  - Jiří Kylián, czeski tancerz, choreograf
- 22 marca:
  - Marek Bliziński, polski gitarzysta jazzowy, kompozytor (zm. 1989)
  - Louis Grech, maltański przedsiębiorca, polityk
  - Afanasijs Kuzmins, łotewski strzelec sportowy
  - James Patterson, amerykański pisarz
- 23 marca: 
  - Mirketa Çobani, albańska aktorka
  - Elizabeth Ann Scarborough, amerykańska pisarka
- 24 marca:
  - Marin Barišić, chorwacki duchowny katolicki, arcybiskup splicko-makarski
  - Jiří Bartoška, czeski aktor (zm. 2025)
  - Jean-Christophe Bouvet, francuski aktor, reżyser i scenarzysta filmowy
  - Pierre Dieudonné, belgijski kierowca wyścigowy
  - Archie Gemmill, szkocki piłkarz
  - Jorge Martínez, argentyński aktor
  - Stefan Reszko, ukraiński piłkarz
  - Alan Sugar, angielski biznesmen
  - Simon-Victor Tonyé Bakot, kameruński duchowny katolicki, arcybiskup Jaunde
- 25 marca:
  - Ibrahim al-Dżafari, iracki polityk, premier Iraku
  - Elton John, brytyjski piosenkarz, pianista, kompozytor
  - Gabriel Retes, meksykański reżyser filmowy (zm. 2020)
- 26 marca:
  - Wanda Czuwaj, polska koszykarka
  - Richard Lennon, amerykański duchowny katolicki, biskup Cleveland (zm. 2019)
  - Feliks Mostowicz, polski artysta plastyk (zm. 2020)
  - Yōjirō Terada, japoński kierowca wyścigowy
- 27 marca:
  - Ivo Baldi Gaburri, włoski duchowny katolicki, biskup Huarí (zm. 2021)
  - Oliver Friggieri, maltański nowelista, eseista, poeta i krytyk (zm. 2020)
  - Aad de Mos, holenderski piłkarz i trener piłkarski
  - Walter Mossberg, amerykański dziennikarz
  - Janusz Skolimowski, polski prawnik
  - Saleh Kebzabo, czadyjski polityk
- 28 marca:
  - Irena Kurzępa, polska nauczycielka, polityk, senator RP
  - Władysław Panas, polski historyk i teoretyk literatury (zm. 2005)
  - Grzegorz Rytych, polski rolnik i polityk, poseł na Sejm II kadencji (zm. 2017)
  - Barbara Sierszuła, polska dziennikarka
  - Greg Thompson, kanadyjski polityk, minister (zm. 2019)
- 29 marca:
  - Janusz Berner, polski poeta (zm. 2005)
  - Inge Bödding, niemiecka lekkoatletka, sprinterka
  - Zbigniew Galek, polski polityk, poseł na Sejm RP (zm. 2008)
  - Juozas Juocevičius, litewski bokser
  - Andrzej Karbownik, polski przedstawiciel nauk technicznych
  - Ryszard Katus, polski lekkoatleta, wieloboista
  - Bobby Kimball, amerykański wokalista, członek zespołu Toto
  - Kuniaki Shibata, japoński bokser
  - Aleksandr Wiktorienko, rosyjski pilot wojskowy, kosmonauta (zm. 2023)
  - Aage Kvalbein, norweski wiolonczelista
- 30 marca:
  - Jean-Paul Bachy, francuski polityk
  - Roberto Formigoni, włoski polityk
  - Piotr Grabowski, polski aktor (zm. 1998)
  - Ryszard Kotla, polski dziennikarz, historyk, nauczyciel, działacz turystyczny
  - Marian Lichtman, polski wokalista, perkusista, kompozytor, członek zespołu Trubadurzy
  - Dick Roche, irlandzki polityk
  - Janusz Ślesak, polski polityk, nauczyciel, poseł na Sejm II kadencji
  - Jaime Vieira Rocha, brazylijski duchowny katolicki, arcybiskup Natalu
  - Hanna Kóčka-Krenz, polska archeolog
- 31 marca:
  - César Gaviria, kolumbijski polityk, prezydent Kolumbii
  - Domenico Mogavero, włoski duchowny katolicki, biskup Mazara del Vallo
- 1 kwietnia:
  - Norm Van Lier, amerykański koszykarz (zm. 2009)
  - Beşir Atalay, turecki prawnik, socjolog, polityk
  - Alain Connes, francuski matematyk
  - Guido Podestà, włoski polityk
  - Witold Wojdyło, polski historyk
- 2 kwietnia:
  - Grażyna Chodorek, polska lekkoatletka, sprinterka
  - Emmylou Harris, amerykańska piosenkarka
  - Camille Paglia, amerykańska feministka i krytyk sztuki
  - Jan Rudnow, polski piłkarz
- 3 kwietnia:
  - Helena Chodkowska, polska pedagog i polityk, poseł na Sejm PRL (zm. 2006)
  - Drita Haxhiraj, albańska aktorka
  - Billy Hayes, amerykański pisarz, aktor, reżyser
  - Pat Proft, amerykański scenarzysta filmowy
  - Władysław Raiter, polski lekarz weterynarii, polityk, poseł na Sejm RP I kadencji
- 4 kwietnia:
  - Jacques Frantz, francuski aktor (zm. 2021)
  - Wojciech Michniewski, polski dyrygent
  - Salvatore Sciarrino, włoski kompozytor
- 5 kwietnia:
  - István Balsai, węgierski polityk i prawnik (zm. 2020)
  - Đurđica Bjedov, chorwacka pływaczka
  - Gloria Macapagal-Arroyo, filipińska polityk, wiceprezydent i prezydent Filipin
  - Ramón Mifflin, peruwiański piłkarz, trener
- 6 kwietnia:
  - Reinhard Bredow, niemiecki saneczkarz
  - Domenico Cancian, włoski duchowny katolicki, biskup Città di Castello
- 7 kwietnia:
  - Ignacy Jurecki, polski działacz związkowy i polityk, poseł na Sejm II kadencji (zm. 2012)
  - Franciszek Oberc, polski socjolog
  - Florian Schneider, niemiecki wokalista, klawiszowiec i jeden z założycieli zespołu Kraftwerk (zm. 2020)
  - Michèle Torr, francuska piosenkarka
- 8 kwietnia:
  - Andrzej Dąbrowski, polski inżynier, profesor
  - Tom DeLay, amerykański polityk
  - Hou Hsiao-hsien, tajwański reżyser filmowy
  - Steve Howe, brytyjski gitarzysta, członek zespołu Yes
  - Robert Kiyosaki, amerykański inwestor, przedsiębiorca, pisarz
  - Pascal Lamy, francuski polityk, eurokomisarz
  - Elio Rinero, włoski piłkarz
- 9 kwietnia – Roman Wieruszewski, polski prawnik, politolog
- 10 kwietnia:
  - Ewa Dałkowska, polska aktorka (zm. 2025)
  - Halina Frąckowiak, polska piosenkarka i kompozytorka
  - Marek Jóźwik, polski lekkoatleta
  - Bunny Wailer, jamajski muzyk (zm. 2021)
- 11 kwietnia:
  - Charlie Biton, izraelski polityk (zm. 2024)
  - Uli Edel, niemiecki reżyser, scenarzysta i producent filmowy
  - Leon Gradoń, polski naukowiec
  - Mirosława Marody, polska socjolog, profesor nauk humanistycznych, wykładowca akademicki
  - Jerzy Sepioł, polski fizykochemik
  - Janusz Sosnowski, polski scenograf telewizyjny i filmowy (zm. 2024)
- 12 kwietnia:
  - Roy M. Anderson, brytyjski epidemiolog
  - Larry Cannon, amerykański koszykarz, trener (zm. 2024)
  - Tom Clancy, amerykański pisarz (zm. 2013)
  - Stanisław Dąbrowski, polski sędzia, pierwszy prezes Sądu Najwyższego (zm. 2014)
  - Dan Lauria, amerykański aktor, reżyser, dramaturg pochodzenia włoskiego
  - David Letterman, amerykański komik, gospodarz talk-show
  - Wayne Northrop, amerykański aktor (zm. 2024)
  - Janusz Wierzbicki, polski polityk, rolnik, poseł na Sejm II kadencji
- 13 kwietnia:
  - Jerzy Brzeziński, polski psycholog
  - Joseph Daul, francuski polityk, eurodeputowany
- 14 kwietnia:
  - Fabián Alarcón, ekwadorski adwokat, polityk, p.o. prezydenta Ekwadoru
  - Giennadij Kamielin, kazachski trener piłki ręcznej
  - Lech Krzysztof Paprzycki, polski prawnik, prezes Sądu Najwyższego (zm. 2022)
  - Jan Sieńko, polski polityk, poseł na Sejm RP
  - Ewa Tomaszewska, polska działaczka związkowa, polityk, poseł na Sejm, senator RP i eurodeputowana
- 15 kwietnia:
  - Mike Chapman, australijski producent muzyczny, autor piosenek
  - Lois Chiles, amerykańska aktorka
  - Jacek Lech, polski piosenkarz (zm. 2007)
  - Onny Parun, nowozelandzki tenisista pochodzenia chorwacko-australijskiego
- 16 kwietnia: 
  - Kareem Abdul-Jabbar, amerykański koszykarz
  - Chantal Delsol, francuska filozof
  - Ján Lehotský, słowacki piosenkarz i kompozytor, muzyk zespołu Modus
  - Michał Władysław Sobolewski, polski informatyk
- 17 kwietnia:
  - Albert Deß, niemiecki rolnik, polityk
  - Marcin Święcicki, polski ekonomista, polityk, samorządowiec, minister współpracy gospodarczej z zagranicą, prezydent Warszawy i poseł na Sejm RP
- 18 kwietnia:
  - Michał Dudziewicz, polski reżyser i scenarzysta filmowy, wykładowca akademicki
  - Herbert Mullin, amerykański seryjny morderca (zm. 2022)
  - Jerzy Pasiński, polski inżynier mechanik, menadżer, działacz państwowy, prezydent Gdańska (zm. 2025)
  - Zbigniew Rokicki, polski polityk, przedsiębiorca, senator RP
  - Manuel Sánchez Monge, hiszpański duchowny katolicki, biskup Santander
  - Fritz Sdunek, niemiecki bokser, trener (zm. 2014)
  - Jerzy Stuhr, polski aktor i reżyser (zm. 2024)
  - James Woods, amerykański aktor, scenarzysta i reżyser filmowy
- 19 kwietnia:
  - Marek Hołyński, polski informatyk
  - Murray Perahia, amerykański pianista, pedagog i dyrygent
  - Yan Pascal Tortelier, francuski dyrygent i skrzypek
- 20 kwietnia:
  - Hans-Johann Färber, niemiecki wioślarz
  - Jan Krekels, holenderski kolarz szosowy
  - Luigi Maifredi, włoski trener piłkarski, komentator telewizyjny
  - Wiktor Suworow, rosyjski wojskowy, funkcjonariusz wywiadu, pisarz
- 21 kwietnia:
  - Franciszek Gąsior, polski piłkarz ręczny, trener (zm. 2021)
  - Jaroslav Hutka, czeski muzyk i wokalista folkowy
  - Willem Lenssinck, niemiecko-holenderski architekt, projektant
  - Iggy Pop, amerykański muzyk, wokalista, autor tekstów, aktor
  - Bohdan Wyżnikiewicz, polski ekonomista, statystyk
- 22 kwietnia:
  - Pierre-Marie Carré, francuski duchowny katolicki, arcybiskup Montpellier
  - Neil Horan, irlandzki skandalista
  - Gabriel Janowski, polski polityk, poseł na Sejm i senator RP, minister rolnictwa
  - Stanisław Kopeć, polski nauczyciel, polityk, poseł na Sejm RP
  - Goran Paskaljević, serbski reżyser filmowy (zm. 2020)
  - Szemu’el Rosenthal, izraelski piłkarz
  - Paweł Stobrawa, polski duchowny katolicki, biskup pomocniczy opolski
- 23 kwietnia:
  - Ludmyła Aksionowa, ukraińska lekkoatletka
  - Jerzy Jarosik, polski muzyk, pedagog, dyrygent
  - Dan Meridor, izraelski polityk
- 24 kwietnia:
  - Josep Borrell, hiszpański polityk
  - João Braz de Aviz, brazylijski duchowny katolicki
  - Roger Kornberg, amerykański chemik pochodzenia żydowskiego, laureat Nagrody Nobla
- 25 kwietnia:
  - Timo Airaksinen, fiński filozof
  - Johan Cruijff, holenderski piłkarz, trener (zm. 2016)
  - Jeffrey DeMunn, amerykański aktor
  - Marylise Lebranchu, francuska polityk
  - Magdalena Smoczyńska, polska psycholingwistka i językoznawca
- 26 kwietnia:
  - David Byrne, irlandzki polityk
  - Igor Czubajs, rosyjski filozof
  - Zygmunt Kitowski, polski kontradmirał
  - Leon Komornicki, polski generał dywizji
  - Jerzy Krzemiński, polski wokalista, muzyk, kompozytor
  - Amos Otis, amerykański baseballista
  - Mamadu Ture Kuruma, generał z Gwinei Bissau, lider Dowództwa Wojskowego
  - Donna de Varona, amerykańska pływaczka
  - Paweł Waniorek, polski koszykarz (zm. 2018)
- 27 kwietnia:
  - G.K. Butterfield, amerykański polityk
  - Patrick Lynch, brytyjski duchowny katolicki pochodzenia irlandzkiego, biskup pomocniczy Southwark
- 28 kwietnia:
  - Christian Jacq, francuski egiptolog, prozaik, eseista
  - Jarosław Warzecha, polski dziennikarz, prozaik, dramaturg
  - Alena Palečková, czeska zoolog, polityk
- 29 kwietnia:
  - Florian Bartmiński, matematyk, nauczyciel akademicki (zm. 2022)
  - Stanisława Celińska, polska aktorka, piosenkarka
  - Ilma Čepāne, łotewska prawnik, polityk
  - Krzysztof Janiszowski, polski inżynier automatyk, profesor Politechniki Warszawskiej
  - Jim Ryun, amerykański lekkoatleta, średniodystansowiec
  - Tuimalealiʻifano Vaʻaletoa Sualauvi II, samoański polityk, głowa państwa Samoa
  - Zbigniew Zaleski, polski psycholog, polityk, poseł do Parlamentu Europejskiego (zm. 2019)
- 30 kwietnia:
  - Jaume Cabré, kataloński filolog, pisarz, scenarzysta
  - Innocenty (Jakowlew), rosyjski biskup prawosławny
  - Zygmunt Józefczak, polski aktor (zm. 2022)
  - Kit Pearson, kanadyjska pisarka
  - Pierre-André Périssol, francuski polityk
  - Robert C. Scott, amerykański polityk
- 1 maja:
  - Grażyna Barszczewska, polska aktorka
  - Krzysztof Knittel, polski kompozytor
  - Danilo Popivoda, słoweński piłkarz pochodzenia czarnogórskiego (zm. 2021)
  - Włodzimierz Sitek, polski polityk, poseł na Sejm RP II kadencji (zm. 2004)
- 2 maja:
  - Michał Brzuchalski, polski trener kajakarstwa
  - James Dyson, brytyjski przedsiębiorca, projektant urządzeń przemysłowych
  - Philippe Herreweghe, belgijski dyrygent
  - Zygmunt Rychert, polski dyrygent, kompozytor
  - Peter Welch, amerykański polityk, kongresman ze stanu Vermont
- 3 maja:
  - Götz Aly, niemiecki historyk i dziennikarz
  - Lesław Ćmikiewicz, polski piłkarz i trener
  - Ana Karamanu, grecka działaczka związkowa, feministka, polityk
- 4 maja:
  - Butch Beard, amerykański koszykarz, trener
  - John Bosley, kanadyjski przedsiębiorca, polityk (zm. 2022)
  - Richard Jenkins, amerykański aktor
  - Harry Winer, amerykański reżyser, scenarzysta i producent filmowy i telewizyjny
  - Wiesław Zięba, polski grafik (zm. 2022)
- 5 maja:
  - António Marto, portugalski duchowny katolicki, biskup Leiria-Fátimy
  - Leif Mortensen, duński kolarz szosowy
  - Ryszard Tadeusiewicz, polski automatyk i informatyk
- 6 maja:
  - Janina Borkowska, polska spadochroniarka
  - Barbara Burska, polska aktorka
  - Alan Dale, nowozelandzki aktor
  - Jan Kobuszewski, polski lekkoatleta, skoczek w dal
  - Martha Nussbaum, amerykańska filozof, etyk
  - Ron Rivest, amerykański informatyk, kryptograf
- 7 maja:
  - Adriana Cavarero, włoska filozofka, profesor
  - Stefka Ewstatiewa, bułgarska śpiewaczka operowa,
  - Gary Herbert, amerykański polityk, gubernator stanu Utah
  - Aleksander Perski, polski psycholog
  - Ryszard Rembiszewski, polski aktor, prezenter radiowy i telewizyjny, lektor, konferansjer
  - Takeshi Sasaki, japoński aktor
  - Andrzej Wojaczek, polski aktor (zm. 2000)
- 8 maja:
  - Howard Robert Horvitz, amerykański biolog pochodzenia żydowskiego, laureat Nagrody Nobla
  - Felicity Lott, brytyjska śpiewaczka operowa
  - Stanisław Moryto, polski organista, kompozytor (zm. 2018)
  - Danuta Pietraszewska, polska nauczycielka, samorządowiec, polityk, poseł na Sejm RP
  - John Reid, brytyjski polityk
  - Antun Škvorčević, chorwacki duchowny katolicki, biskup Požegi
  - Stasys Stankus, litewski piłkarz, trener piłkarski i działacz sportowy
  - Boris Szuchow, rosyjski kolarz szosowy
- 9 maja:
  - Yukiya Amano, japoński dyplomata (zm. 2019)
  - Hans-Peter Gies, niemiecki lekkoatleta, kulomiot
  - Michał Kasiński, polski polityk, wojewoda łódzki
  - Michael Levitt, amerykański biofizyk pochodzenia żydowskiego, laureat Nagrody Nobla
- 10 maja:
  - Lin Dunn, amerykańska trenerka koszykarska, działaczka klubowa, menedżerka
  - Caroline B. Cooney, amerykańska autorka literatury dziecięcej i młodzieżowej
  - Marion Ramsey, amerykańska aktorka (zm. 2021)
  - Anna Sobolewska, polska eseistka, krytyk i historyk literatury
- 11 maja:
  - Wiera Łantratowa, radziecka siatkarka, mistrzyni olimpijska, Europy i świata (zm. 2021)
  - Jurij Siomin, rosyjski piłkarz i trener
  - Mark Vonnegut, amerykański psycholog
  - Elżbieta Zapendowska, polska krytyk muzyczna i osobowość telewizyjna
- 12 maja:
  - Michael Ignatieff, kanadyjski pisarz, historyk i polityk
  - Walerian Staszkiewicz, polski lekarz chirurg
  - Zdeněk Zeman, czeski trener piłkarski
  - Rolf Zuckowski, niemiecki muzyk, kompozytor, producent muzyczny i autor piosenek dla dzieci
- 13 maja:
  - Stephen R. Donaldson, amerykański pisarz fantasy
  - Lino Fumagalli, włoski duchowny katolicki, biskup Viterbo
  - Janusz Grzywacz, polski pianista, kompozytor
  - Teresa Merena, polska biegaczka narciarska
  - Irmgard Möller, niemiecka terrorystka
  - Charles Gordon, amerykański producent filmowy (zm. 2020)
- 14 maja:
  - Małgorzata Gąsiorowska, polska krytyk i teoretyk muzyki
  - Lauri Ihalainen, fiński związkowiec, polityk
  - Ana Martin, meksykańska aktorka
  - Leszek Piskorz, polski aktor
  - Alfred Rzegocki, polski samorządowiec i menedżer sportu, prezydent Stalowej Woli (zm. 2020)
  - Karin Struck, niemiecka pisarka (zm. 2006)
- 15 maja:
  - Hubert Falco, francuski samorządowiec, polityk
  - Ljubomir Petrović, serbski piłkarz, trener
  - Tomas Pettersson, szwedzki kolarz szosowy i torowy
  - Paula Sawicka, polska psycholog i działaczka społeczna
  - Muhyiddin Yassin, malezyjski polityk, premier Malezji
- 16 maja:
  - Mieczysław Mietła, polski samorządowiec, polityk, senator RP
  - Bill Smitrovich, amerykański aktor
  - Yves Verwaerde, francuski polityk
  - Andrzej Wac-Włodarczyk, polski inżynier
- 17 maja:
  - Andrew Latimer, brytyjski muzyk, członek zespołu Camel
  - John A. McDougall, amerykański internista (zm. 2024)
- 18 maja:
  - John Bruton, irlandzki dyplomata, polityk, premier Irlandii (zm. 2024)
  - Hugh Keays-Byrne, australijski aktor (zm. 2020)
  - Ryszard Maraszek, polski polityk, poseł na Sejm RP
  - Stanisław Sokołow, rosyjski reżyser filmów animowanych
  - Petruška Šustrová, czeska polityk, dysydentka, tłumaczka, publicystka (zm. 2023)
  - Akira Terao, japoński muzyk, aktor
- 19 maja:
  - Stanisław Baran, polski działacz związkowy, poseł na Sejm RP (zm. 2016)
  - David Helfgott, australijski pianista
  - Eric Kokish, kanadyjski brydżysta (zm. 2023)
- 20 maja:
  - Nancy Fraser, amerykańska filozof, teoretyk polityki
  - Elżbieta Lęcznarowicz, polska pedagog, działaczka społeczna i samorządowa
  - Michel Santier, francuski duchowny katolicki, biskup Créteil
  - Teemu Sippo, fiński duchowny katolicki, biskup Helsinek
  - Margaret Wilson, nowozelandzka polityk
- 21 maja:
  - Teofan (Aszurkow), rosyjski duchowny prawosławny, metropolita kazański i tatarstański (zm. 2020)
  - Joachim Kirst, niemiecki lekkoatleta, wieloboista
  - Telesphore George Mpundu, zambijski duchowny katolicki, arcybiskup Lusaki
  - Frank Murphy, irlandzki lekkoatleta, średniodystansowiec (zm. 2017)
  - Leszek Teleszyński, polski aktor
- 22 maja: 
  - Christine Stückelberger, szwajcarska jeźdźczyni sportowa
  - Jerzy Woźnicki, polski inżynier elektronik
- 23 maja:
  - Jerzy Bralczyk, polski językoznawca, gramatyk normatywny, popularyzator wiedzy o języku polskim
  - Bernard S. Comrie, brytyjski językoznawca
  - Ann Hui, hongkońska reżyserka, scenarzystka, aktorka i producentka filmowa
- 24 maja:
  - Sybil Danning, austriacka aktorka
  - Jerzy Swatoń, polski inżynier, polityk, minister środowiska (zm. 2024)
- 25 maja:
  - Zbigniew Kośla, polski polityk, poseł na Sejm RP (zm. 2006)
  - Jan Kulczycki, polski aktor, reżyser telewizyjny
  - Jacki Weaver, australijska aktorka
  - Jerzy Wilkin, polski ekonomista (zm. 2023)
- 26 maja:
  - Ernst Claußmeyer, niemiecki kolarz torowy
  - Goran Dodig, chorwacki psychiatra, polityk
  - Władysław Mańkut, polski bankowiec, polityk, senator RP
  - Hiszam Rustum, tunezyjski aktor (zm. 2022)
- 27 maja:
  - Peter DeFazio, amerykański polityk, kongresman ze stanu Oregon
  - Branko Oblak, słoweński piłkarz, trener
  - Marta Vincenzi, włoska działaczka samorządowa, polityk
- 28 maja:
  - Franghiz Ali-Zadeh, azerska pianistka, kompozytorka
  - Zahi Hawass, egipski archeolog, polityk
  - Erika Lechner, włoska saneczkarka
  - Walker Nickless, amerykański duchowny katolicki, biskup Sioux City
  - Leland Sklar, amerykański muzyk, kompozytor, wokalista, członek zespołu Toto
  - Andrew Soltis, amerykański szachista, dziennikarz, autor książek o tematyce szachowej
- 29 maja:
  - Marek Fiedler, polski pisarz, podróżnik
  - Barbara Marianowska, polska ekonomistka, polityk, poseł na Sejm RP (zm. 2012)
  - Anatolij Poliwoda, ukraiński koszykarz (zm. 2024)
  - Herman Simm, estoński polityk, szpieg rosyjski
- 30 maja – Orlan, francuska artystka współczesna
- 31 maja:
  - Greg Abate, amerykański muzyk jazzowy
  - Gabriele Hinzmann, niemiecka lekkoatletka
  - Takeo Takahashi, japoński piłkarz
- 1 czerwca:
  - Ron Dennis, brytyjski przedsiębiorca, szef McLaren Group
  - Jonathan Pryce, walijski aktor
  - Mihai Șubă, rumuński szachista
  - Ron Wood, brytyjski basista, członek zespołu The Rolling Stones
- 2 czerwca:
  - Sandy Chick, zimbabwejska hokeistka na trawie
  - Tommy McLean, szkocki piłkarz, trener
  - František Mikloško, słowacki polityk
  - Sonia Robertson, zimbabwejska hokeistka na trawie
- 3 czerwca: 
  - John Dykstra, amerykański twórca filmowych efektów specjalnych
  - Klaus Reichert, niemiecki florecista
- 4 czerwca: 
  - Ryszard Bonisławski, polski regionalista
  - Viktor Klima, austriacki polityk
  - Hanspeter Latour, szwajcarski piłkarz
- 5 czerwca:
  - Laurie Anderson, amerykańska artystka eksperymentalna, piosenkarka, plastyczka, reżyserka, pisarka, rzeźbiarka, kompozytorka i performerka
  - Leon Fortak, polski samorządowiec
  - David Hare, brytyjski dramaturg
  - Maurice Martens, belgijski piłkarz
  - Redmond O’Hanlon, brytyjski podróżnik, naukowiec
- 6 czerwca:
  - David Blunkett, brytyjski polityk
  - Robert Englund, amerykański aktor i reżyser
  - Tomasz Holc, polski żeglarz, działacz sportowy, poseł na Sejm RP
  - Bent Jensen, duński piłkarz
  - Ada Kok, holenderska pływaczka
  - Jicchak Lewi, izraelski rabin i polityk
- 7 czerwca:
  - Włodzimierz Michalski, polski generał brygady
  - Adam Sosnowski, polski polityk
- 8 czerwca:
  - Mick Box, brytyjski muzyk, gitarzysta Uriah Heep
  - Julie Driscoll, brytyjska wokalistka popowa, rockowa, jazzowa i eksperymentalna
  - Jaime Gama, portugalski polityk
  - Jan P. Grabowski, polski poeta, prozaik
  - Annie Haslam, brytyjska wokalistka, autorka tekstów, kompozytorka, członkini zespołu Renaissance
  - Dietmar Hötger, niemiecki judoka
  - Edward Lutczyn, polski grafik, karykaturzysta
  - Sara Paretsky, amerykańska pisarka pochodzenia żydowskiego
  - Eric F. Wieschaus, amerykański biolog, laureat Nagrody Nobla
- 9 czerwca:
  - Janusz Bek, polski ekonomista
  - Bohdan Smoleń, polski komik i aktor (zm. 2016)
  - Charles Rabemananjara, madagaskarski polityk, premier w latach 2007–2009
- 10 czerwca:
  - Nicole Bricq, francuska polityk (zm. 2017)
  - Randy Edelman, amerykański kompozytor, dyrygent pochodzenia żydowskiego
- 11 czerwca: 
  - Bob Evans, brytyjski kierowca wyścigowy
  - Lech Zagumny, polski siatkarz, trener
- 12 czerwca:
  - Ron Freeman, amerykański lekkoatleta, sprinter
  - Jan Paweł Krasnodębski, polski prozaik, poeta (zm. 2023)
  - Rose Lagercrantz, szwedzka pisarka
  - Jan Ostrowski, polski historyk sztuki, profesor nauk ekonomicznych
  - Tadeusz Pagiński, polski szermierz, trener (zm. 2023)
- 13 czerwca:
  - Antoni Górski, polski prawnik
  - Peter Holm, szwedzki piosenkarz
  - Sawo Klimowski, macedoński prawnik, polityk, p.o. prezydenta Macedonii
- 14 czerwca:
  - Antoni Błądek, polski polityk, poseł na Sejm RP
  - Yves Frémion, francuski polityk
  - Hiroshi Miyauchi, japoński aktor
  - Wiktor Osik, polski rolnik, działacz PZPR, poseł na Sejm RP (zm. 2015)
  - Philémon Yang, kameruński polityk, dyplomata, premier Kamerunu
  - Andrzej Żylis, polski kompozytor muzyki teatralnej
- 15 czerwca:
  - Alain Aspect, francuski fizyk, laureat Nagrody Nobla
  - Patrick Moore, kanadyjski ekolog, działacz społeczny i jeden z założycieli organizacji Greenpeace
  - Paul Patterson, brytyjski kompozytor
  - Beniamino Pizziol, włoski duchowny katolicki, biskup Vicenzy
  - Władimir Romanow, litewski bankier pochodzenia rosyjskiego
- 16 czerwca:
  - Jacinto Furtado de Brito Sobrinho, brazylijski duchowny katolicki, arcybiskup Teresiny
  - Małgorzata Niemirska, polska aktorka
  - Tadeusz Szczepański, polski historyk film
- 17 czerwca:
  - Josef De Kesel, belgijski duchowny katolicki, biskup Brugii, arcybiskup metropolita Brukseli, prymas Belgii, kardynał
  - Hans Hillen, holenderski dziennikarz, polityk
  - Michel Pastoureau, francuski historyk, antropolog, publicysta
  - Stephen Quay, amerykański reżyser filmów animowanych, scenograf
  - Timothy Quay, amerykański reżyser filmów animowanych, scenograf
- 18 czerwca:
  - Godelieve Quisthoudt-Rowohl, niemiecka polityk i wykładowca akademicki
  - Alfred Siatecki, polski prozaik, reportażysta, autor słuchowisk
  - Linda Thorson, kanadyjska aktorka
  - Carol Windley, kanadyjska pisarka
  - Jan Wojdak, polski wokalista, kompozytor, lider zespołu Wawele
- 19 czerwca:
  - Józef Błaszczeć, polski polityk, samorządowiec, poseł na Sejm I kadencji
  - Paula Koivuniemi, fińska piosenkarka
  - Salman Rushdie, brytyjski prozaik, eseista pochodzenia indyjskiego
  - John Ralston Saul, kanadyjski filozof, ekonomista, pisarz
  - Edward Rzepka, polski prawnik, poseł na Sejm RP
- 20 czerwca:
  - Birgitte, księżna Gloucester
  - Candy Clark, amerykańska aktorka
  - Josef Clemens, niemiecki duchowny katolicki
  - Gérard Collomb, francuski polityk i samorządowiec
  - Wojciech Roszkowski, polski ekonomista
- 21 czerwca:
  - Rachel Adatto, izraelska lekarka, prawniczka i polityk
  - Meredith Baxter, amerykańska aktorka i reżyserka
  - Piotr Burczyński, polski żeglarz lodowy
  - Szirin Ebadi, irańska prawniczka, laureatka Nagrody Nobla
  - Michael Gross, amerykański aktor
  - Elżbieta Jodłowska, polska piosenkarka, aktorka i autorka tekstów
  - Tadeusz Parchański, polski polityk
  - Małgorzata Pritulak, polska aktorka
  - Dana Rohrabacher, amerykański polityk, kongresman ze stanu Kalifornia
  - Fernando Savater, hiszpański filozof, publicysta, pisarz, dramaturg i eseista
- 22 czerwca:
  - Antoni Kobielusz, polski polityk, poseł na Sejm RP
  - Bruno Latour, francuski antropolog, socjolog, filozof nauki (zm. 2022)
  - Eugeniusz Lewicki, polski filolog
  - Jerry John Rawlings, ghański wojskowy, polityk, prezydent Ghany (zm. 2020)
  - Leelo Tungal, estońska pisarka, poetka
  - Natalja Warlej, rosyjska aktorka
- 23 czerwca:
  - Bryan Brown, australijski aktor
  - Janusz Kenic, polski polityk
  - Jan Oberbek, polski gitarzysta klasyczny, pedagog
  - Cewi Rosen, izraelski piłkarz, trener
  - Jacek Strama, polski aktor, producent filmowy, dyrektor teatru
  - Ed Werenich, kanadyjski curler
- 24 czerwca:
  - Romulo de la Cruz, filipiński duchowny katolicki, arcybiskup Zamboanga (zm. 2021)
  - Mick Fleetwood, brytyjski muzyk, perkusista i wieloletni członek zespołu Fleetwood Mac
  - Helena Vondráčková, czeska piosenkarka, aktorka i prezenterka telewizyjna
  - Peter Weller, amerykański aktor
- 25 czerwca:
  - Andrzej Aumiller, polski polityk, poseł na Sejm RP, minister budownictwa
  - John Hilton, brytyjski tenisista stołowy
  - John Powell, amerykański lekkoatleta, dyskobol (zm. 2022)
- 26 czerwca:
  - Jan Fręś, polski polonista, teatrolog, krytyk teatralny, pisarz, pedagog
  - Luis Quinteiro Fiuza, hiszpański duchowny katolicki, biskup Tui-Vigo
  - Peter Sloterdijk, niemiecki filozof, kulturoznawca i eseista
- 27 czerwca:
  - Krystyna Gucewicz-Przybora, polska dziennikarka, poetka, pisarka, satyryk, reżyserka, scenarzystka, krytyk sztuki
  - Ryszard Załuska, polski nauczyciel, samorządowiec, prezydent Ostrołęki
- 28 czerwca:
  - Peter Abrahams, amerykański pisarz
  - Anny Duperey, francuska aktorka
  - Mark Helprin, amerykański pisarz, dziennikarz
  - Luigi Renzo, włoski duchowny katolicki, biskup Mileto-Nicotera-Tropea
  - Laura Tyson, amerykańska ekonomistka
- 29 czerwca:
  - Brian Herbert, amerykański pisarz
  - John Baptist Odama, ugandyjski duchowny katolicki, arcybiskup Gulu
  - Ljiljana Raičević, serbska pielęgniarka, działaczka praw człowieka, feministka
- 30 czerwca:
  - Jean-Yves Le Drian, francuski polityk
  - Kazimierz Nikin, polski kajakarz (zm. 2022)
  - Glenn Marsland, australijski koszykarz
  - Jasper van ’t Hof, holenderski pianista jazzowy
- 1 lipca:
  - Salih al-Mutlak, iracki polityk
  - Kazuyoshi Hoshino, japoński kierowca wyścigowy, przedsiębiorca
  - Andrzej Zieliński, polski chemik
- 2 lipca:
  - Larry David, amerykański aktor, pisarz, komik i producent filmowy
  - Karol Strasburger, polski aktor
  - Ann Taylor, brytyjska polityk
- 3 lipca:
  - Betty Buckley, amerykańska aktorka
  - Mike Burton, amerykański pływak
  - Roman Doganowski, polski geodeta, samorządowiec, prezydent Zielonej Góry
  - Rob Rensenbrink, holenderski piłkarz (zm. 2020)
  - Jana Švandová, czeska aktorka
- 4 lipca: 
  - Lech Kuropatwiński, polski polityk (zm. 2022)
  - Carla Panerai, włoska lekkoatletka
- 5 lipca:
  - Toos Beumer, holenderska pływaczka
  - Nikołaj Dudkin, białoruski lekkoatleta, trójskoczek
  - Atanas Gołomeew, bułgarski koszykarz, trener (zm. 2023)
  - Joe Hamilton, amerykański koszykarz
  - Józef Kalisz, polski polityk, poseł na Sejm RP (zm. 2014)
- 6 lipca:
  - Helena Cichocka, polska filolog klasyczny
  - Shelley Hack, amerykańska aktorka, producentka i polityk
- 7 lipca:
  - Gyanendra Bir Bikram Shah Dev, król Nepalu
  - Juan Antonio Reig Plà, hiszpański duchowny katolicki, biskup Alcalá de Henares
- 8 lipca:
  - Kim Darby, amerykańska aktorka
  - Konrad Ratyński, polski gitarzysta basowy
- 9 lipca:
  - Jerney Kaagman, holenderska piosenkarka
  - Włodzimierz Puzyna, polski fizyk, nauczyciel akademicki, polityk, poseł na Sejm RP
  - O.J. Simpson, amerykański futbolista, aktor, przestępca (zm. 2024)
- 10 lipca:
  - Horst Blankenburg, piłkarz niemiecki
  - Arlo Guthrie, amerykański piosenkarz folkowy
- 11 lipca:
  - Richard Chartres, brytyjski duchowny anglikański, biskup Londynu
  - Bo Lundgren, szwedzki polityk
  - Shwe Mann, birmański generał, polityk
  - Violeta Quesada, kubańska lekkoatletka, sprinterka (zm. 2024)
- 12 lipca: 
  - W. Grant McMurray, amerykański duchowny, prezydent-prorok Społeczności Chrystusa w latach 1996–2004
  - Asłanczerij Tchakuszynow, rosyjski socjolog, polityk, prezydent Adygei
- 13 lipca:
  - Ricardo Delgado, meksykański bokser
  - Anna Halcewicz, polska aktorka (zm. 1988)
- 14 lipca:
  - Anna Konkina, rosyjska kolarka torowa
  - Ulla-Lena Lundberg, fińsko-szwedzka pisarka
  - Navin Ramgoolam, maurytyjski polityk, premier Mauritiusa
  - Anna Zorska, polska ekonomistka, profesor nauk ekonomicznych
- 15 lipca:
  - Peter Michael Hamel, niemiecki multiinstrumentalista, kompozytor
  - Eiki Matayoshi, japoński pisarz
- 16 lipca:
  - Alfonso Cortés Contreras, meksykański duchowny katolicki, arcybiskup metropolita Leónu
  - Eugeniusz Dutkiewicz, polski duchowny katolicki, pallotyn, jeden z prekursorów ruchu hospicyjnego w Polsce
  - Alexis Herman, amerykańska polityk (zm. 2025)
  - Shigeru Kasamatsu, japoński gimnastyk
  - Grażyna Pstrokońska-Nawratil, polska kompozytorka, pedagog
  - Ladislav Rygl, czeski kombinator norweski (zm. 2024)
  - Władimir Wałujew, rosyjski admirał
- 17 lipca:
  - Kamila, królowa Wielkiej Brytanii
  - Corrado Clini, włoski urzędnik państwowy, polityk
  - Wolfgang Flür, niemiecki architekt wnętrz i muzyk
  - Tadeusz Pokrywka, polski polityk, samorządowiec, poseł na Sejm RP, prezydent Legnicy
- 18 lipca:
  - Jacek Banaszkiewicz, polski historyk, mediewista
  - Giuseppe Bognanni, włoski zapaśnik
  - Nina Fiodorowa, rosyjska biegaczka narciarska (zm. 2019)
  - Ignazio La Russa, włoski prawnik, polityk
  - Yehude Simon, peruwiański lekarz weterynarii, polityk, premier Peru
- 19 lipca:
  - Wolfgang Berger(inne języki), niemiecki malarz, grafik
  - Hans-Jürgen Kreische, niemiecki piłkarz, trener
  - Bernie Leadon, amerykański muzyk rockowy, multiinstrumentalista
  - Brian May, brytyjski gitarzysta, członek zespołu Queen
- 20 lipca:
  - Gerd Binnig, fizyk niemiecki, laureat Nagrody Nobla
  - Carlos Santana, meksykański gitarzysta i kompozytor muzyki rockowej
- 21 lipca:
  - Co Adriaanse, holenderski piłkarz, trener
  - Jimmy Duncan, amerykański polityk, kongresman ze stanu Tennessee
  - Mohsen Farahwasz, irański zapaśnik
- 22 lipca:
  - Albert Brooks, amerykański aktor, reżyser i scenarzysta filmowy
  - Gilles Duceppe, kanadyjski polityk
  - Don Henley, amerykański wokalista, muzyk, autor tekstów, członek zespołu The Eagles
  - Marcin Wolski, polski pisarz, satyryk, publicysta
- 23 lipca:
  - David Bordwell, amerykański teoretyk i historyk filmu (zm. 2024)
  - Gardner Dozois, amerykański pisarz science fiction, wydawca (zm. 2018)
  - David Essex, brytyjski kompozytor, piosenkarz, aktor
  - Larry Manetti, amerykański aktor pochodzenia włoskiego
  - Lubow Muchaczowa, rosyjska biegaczka narciarska
  - Torsten Palm, szwedzki kierowca wyścigowy
  - Robert M. Parker Jr., amerykański krytyk wina
  - Gabriel Pometcu, rumuński bokser
  - Hans-Jürgen Wittkamp, niemiecki piłkarz, trener
  - Pierre Yver, francuski kierowca wyścigowy
- 24 lipca:
  - Maciej Cisło, polski poeta, eseista, prozaik (zm. 2023)
  - Robert Hays, amerykański aktor
  - Peter Serkin, amerykański pianista (zm. 2020)
  - Heinz Richter, niemiecki kolarz torowy
- 25 lipca:
  - Maria Krok, polska biegaczka narciarska
  - Alaksandr Milinkiewicz, białoruski polityk
  - Maciej Polkowski, polski dziennikarz sportowy
  - Adolfo Rodríguez Saá, argentyński polityk, prezydent Argentyny
  - Bogusław Sobczuk, polski dziennikarz, aktor
- 26 lipca:
  - Roman Barlik, polski profesor nauk technicznych (zm. 2025)
  - Gunnar Lund, szwedzki polityk, dyplomata
  - Stanisław Wójcik, polski samorządowiec, polityk, poseł na Sejm RP
  - Andrzej Wróbel, polski wiolonczelista, kameralista, pedagog
- 27 lipca:
  - Mack Calvin, amerykański koszykarz, trener
  - Gijjora Spiegel, izraelski piłkarz, trener
  - Wiesław Władyka, polski dziennikarz, literaturoznawca, historyk prasy
- 28 lipca:
  - Barys Batura, białoruski polityk i sportowiec, przewodniczący Rady Republiki Zgromadzenia Narodowego Republiki Białorusi
  - Peter Cosgrove, australijski generał, polityk, gubernator generalny Australii
  - Amira Dotan, izraelska polityk
  - Barbara Ferrell, amerykańska lekkoatletka, sprinterka
  - Jelena Nowikowa, rosyjska florecistka
  - Su Tseng-chang, tajwański polityk, premier Tajwanu
- 29 lipca:
  - Enrique Chazarreta, argentyński piłkarz (zm. 2021)
  - Stanley Kroenke, amerykański przedsiębiorca
  - Elżbieta Śnieżkowska-Bielak, polska pisarka, poetka, autorka literatury dziecięcej
- 30 lipca:
  - William Atherton, amerykański aktor
  - Françoise Barré-Sinoussi, francuska lekarka, wirusolog, laureatka Nagrody Nobla
  - Arnold Schwarzenegger, amerykański aktor pochodzenia austriackiego, gubernator Kalifornii
- 31 lipca:
  - Halina Danczowska, polska bibliotekarka, regionalistka i autorka książek (zm. 2020)
  - Aleksander Wierietielny, polski trener narciarski pochodzenia białoruskiego
  - Hubert Védrine, francuski historyk, polityk
  - Joe Wilson, amerykański polityk, kongresman ze stanu Karolina Południowa
- 1 sierpnia:
  - Ołeksandr Baziuk, ukraiński architekt
  - Jan Tomasz Gross, polsko-amerykański socjolog, historyk, pisarz pochodzenia żydowskiego
  - Jacek Kleyff, polski bard, poeta, kompozytor, aktor, malarz, muzyk zespołu Orkiestra Na Zdrowie
  - Leoluca Orlando, włoski polityk
  - Romano Rossi, włoski duchowny katolicki, biskup Civita Castellana
- 2 sierpnia:
  - Massiel, hiszpańska piosenkarka
  - Amalia Sartori, włoska polityk
- 3 sierpnia:
  - Vítězslav Jandák, czeski aktor, polityk, parlamentarzysta, minister kultury
  - Sally Oldfield, brytyjska piosenkarka folkowa, kompozytorka i autorka tekstów, starsza siostra muzyka Mike’a Oldfielda
  - Popke Oosterhof, holenderski kolarz
- 4 sierpnia:
  - Hubert Ingraham, polityk z Bahamów, premier w latach 1992–2002 oraz 2007–2012
  - Ildo Maneiro, urugwajski piłkarz
  - Jacek Putz, polski lekarz
  - Klaus Schulze, niemiecki muzyk (zm. 2022)
- 5 sierpnia:
  - Roberto Debarnot, argentyński szachista
  - Marian Dziędziel, polski aktor
  - Ja’el German, izraelska polityk
- 6 sierpnia:
  - Marek Barański, polski dziennikarz
  - Leszek Kordylewski, polsko-amerykański biolog (zm. 2025)
  - Oliver Tobias, brytyjski aktor pochodzenia szwajcarskiego
- 7 sierpnia:
  - Anna Dodziuk, polska psychoterapeutka, publicystka i redaktor
  - Amangieldy Muralijew, kirgiski polityk, premier Kirgistanu
  - Kerry Reid, australijska tenisistka
  - Sofia Rotaru, rosyjska piosenkarka pochodzenia mołdawskiego
- 8 sierpnia:
  - Gonzalo Restrepo Restrepo, kolumbijski duchowny katolicki, arcybiskup Manizales
  - Peter Stewart, brytyjski lekkoatleta, średnio- i długodystansowiec
- 9 sierpnia:
  - Roy Hodgson, angielski piłkarz, trener
  - Jungo Morita, japoński siatkarz
  - Edward Osada, polski inżynier
  - Slobodan Uzelac, chorwacki polityk pochodzenia serbskiego
  - John Varley, amerykański pisarz science fiction
- 10 sierpnia:
  - Dmitrij Aleksiejew, rosyjski pianista
  - Ian Anderson, szkocki multiinstrumentalista, wokalista, kompozytor, autor tekstów, założyciel zespołu Jethro Tull
  - Drupi, włoski piosenkarz
  - Anwar Ibrahim, malezyjski polityk, wicepremier Malezji w latach 1993–1998
  - Rizah Mešković, jugosłowiański piłkarz, bramkarz
  - Petro Murianka, łemkowski poeta
  - Mechtild Rothe, niemiecka polityk
- 11 sierpnia:
  - Siergiej Kowalenko, radziecki koszykarz (zm. 2004)
  - Arkadi Andreasjan, ormiański piłkarz, trener (zm. 2020)
  - Theo de Jong, holenderski piłkarz, trener
  - Jan Henne, amerykańska pływaczka
  - Jeorjos Karadzaferis, grecki dziennikarz, polityk
  - Andrzej Samson, polski psycholog, psychoterapeuta (zm. 2009)
- 12 sierpnia:
  - William Hartston, brytyjski szachista
  - Amedeo Minghi, włoski piosenkarz
  - Gunnar Svedberg, szwedzki chemik
- 13 sierpnia:
  - Bernard Lammek, polski chemik, nauczyciel akademicki
  - Margareta Winberg, szwedzka nauczycielka, polityk
- 14 sierpnia – Danielle Steel, amerykańska powieściopisarka
- 15 sierpnia:
  - Nicole Duclos, francuska lekkoatletka, sprinterka
  - Wałerij Jaremczenko, ukraiński piłkarz, trener
  - Halina Łabonarska, polska aktorka
  - Conny Samuelsson, szwedzki żużlowiec
- 16 sierpnia:
  - Alberto Costa, portugalski prawnik, polityk
  - Jacek Czeczot-Gawrak, polski konserwator zabytków i historyk sztuki
  - Ephraïm Inoni, kameruński polityk, premier Kamerunu
  - Carol Moseley Braun, amerykańska dyplomatka, polityk, senator ze stanu Illinois
- 17 sierpnia:
  - Muhammad Abd al-Aziz, arabski polityk, prezydent Sahary Zachodniej (zm. 2016)
  - Wiera Gawriłowa, radziecka lekkoatletka, skoczkini wzwyż
  - Sylvia Nasar, amerykańska ekonomistka, pisarka pochodzenia niemieckiego
- 18 sierpnia:
  - Michael Gerdts, niemiecki dyplomata (zm. 2023)
  - Wjaczesław Semenow, ukraiński piłkarz, trener (zm. 2022)
  - Giulio Tremonti, włoski adwokat, polityk
- 19 sierpnia:
  - Maciej Łopiński, polski dziennikarz, polityk
  - Gerald McRaney, amerykański aktor
  - Javier Nart, hiszpański prawnik, adwokat, korespondent wojenny, publicysta, polityk
- 20 sierpnia:
  - Andrzej Ćwierz, polski fizyk, polityk, poseł na Sejm RP
  - Alan Lee, brytyjski grafik
  - Ray Wise, amerykański aktor
  - Stanisław Zięba, polski działacz związkowy i samorządowy
- 21 sierpnia:
  - Margaret Chan, chińska lekarka
  - Colin Curran, australijski piłkarz
  - Sándor Erdős, węgierski szpadzista
  - Frédéric Mitterrand, francuski filmowiec, polityk (zm. 2024)
  - Wiesława Sadowska-Golka, polska dziennikarka, polityk, senator RP
  - Mary Simon, kanadyjska polityk, gubernator generalny Kanady
- 22 sierpnia:
  - Ryszard Bandosz, znany nieprofesjonalny twórca ekslibrisów
  - Yves Bot, francuski prawnik, prokurator (zm. 2019)
  - Robert Cramer, amerykański polityk
  - Jerzy Jarzębski, polski krytyk i historyk literatury (zm. 2024)
  - Manfred Klein, niemiecki wioślarz (sternik)
  - James Rumbaugh, amerykański informatyk
  - Cindy Williams, amerykańska aktorka (zm. 2023)
- 23 sierpnia:
  - Terje Rypdal, norweski kompozytor i gitarzysta jazzowy
  - Jerzy Satanowski, polski kompozytor, dyrygent i reżyser
- 24 sierpnia:
  - Paulo Coelho, brazylijski prozaik, poeta
  - Roger De Vlaeminck, belgijski kolarz szosowy
  - Joe Manchin, amerykański polityk, senator ze stanu Wirginia Zachodnia
  - Władimir Masorin, rosyjski admirał floty
  - Stanisław Stefański, polski żeglarz sportowy
  - Wojciech Żółtowski, polski reżyser filmowy i telewizyjny
- 25 sierpnia:
  - Anne Archer, amerykańska aktorka
  - Filip Bajon, polski prozaik, scenarzysta i reżyser filmowy
  - Stanisław Bartoszek, polski prawnik, polityk, poseł na Sejm RP (zm. 2015)
  - Lech Łotocki, polski aktor
  - Urszula Szubzda, polska lekkoatletka, sprinterka
  - Rinaldo Talamonti, włoski aktit, scenarzysta i producent filmowy i telewizyjny
  - Keith Tippett, brytyjski pianista jazzowy (zm. 2020)
- 26 sierpnia – Saïd Sadi, algierski polityk
- 27 sierpnia:
  - Barbara Bach, amerykańska aktorka, modelka
  - Aleksander Pałac, polski kompozytor, dziennikarz
  - Jan Wyrowiński, polski polityk, poseł na Sejm i senator RP
- 28 sierpnia:
  - Antoni Barciak, polski historyk, profesor nauk humanistycznych
  - Piotr Lewandowski, polski polityk, nauczyciel akademicki, poseł na Sejm RP
- 29 sierpnia:
  - Temple Grandin, doktor nauk o zwierzętach oraz profesor na Colorado State University, autorka bestsellerów, konsultant przemysłu mięsnego ds. zachowania zwierząt
  - Andrzej Malinowski, polski polityk, działacz gospodarczy, poseł na Sejm RP
- 30 sierpnia:
  - Bill Keller, amerykański koszykarz
  - Tomasz Kuczborski, polski grafik, designer
- 31 sierpnia:
  - Dimityr Maraszliew, bułgarski piłkarz (zm. 2018)
  - Mona Marshall, amerykańska aktorka
  - Guy Rewenig, luksemburski pisarz
  - Andrzej Socharski, polski strzelec sportowy, trener (zm. 2024)
  - Łucja Staniczek, polska nauczycielka, regionalistka (zm. 2019)[1]
  - Jerzy Święch, polski aktor
  - Grzegorz Warchoł, polski aktor, reżyser filmowy
  - Somchai Wongsawat, tajski prawnik, sędzia, polityk, premier Tajlandii
- 1 września:
  - Al Green, amerykański prawnik i polityk,
  - Tadeusz Kijański, polski reżyser i scenarzysta filmowy, scenograf, malarz, pisarz
  - Tadeusz Zathey, polski dyrygent, pedagog
- 2 września:
  - Kevin Farrell, amerykański duchowny katolicki pochodzenia irlandzkiego, biskup Dallas, kardynał
  - Louis Michel, belgijski i waloński polityk
  - Andrzej Stoff, polski literaturoznawca
- 3 września:
  - Ryszard Adam Bobrowski, polski krytyk sztuki, politolog, działacz polityczny i społeczny
  - Kjell Magne Bondevik, norweski polityk, premier Norwegii
  - Mario Draghi, włoski ekonomista, urzędnik państwowy i nauczyciel akademicki, premier Włoch
  - Gérard Houllier, francuski piłkarz, trener (zm. 2020)
  - Zbigniew Kamiński, polski reżyser
- 4 września:
  - Andrzej Adamowicz, polski polityk, rolnik, poseł na Sejm RP
  - Konstanty Dombrowicz, polski dziennikarz, samorządowiec, prezydent Bydgoszczy
  - Claus Hjort Frederiksen, duński prawnik, polityk
  - Alicja Lis, polska polityk, nauczycielka, posłanka na Sejm RP (zm. 2025)
  - Kazimierz Sas, polski polityk, poseł na Sejm RP
  - Jurij Zorin, rosyjski lekkoatleta, sprinter
- 5 września:
  - Adam Biela, polski psycholog, polityk, poseł na Sejm RP, senator, europoseł
  - Domenico Caliandro, włoski duchowny katolicki, arcybiskup Brindisi-Ostuni
  - Mel Collins, brytyjski saksofonista, flecista, kompozytor, członek zespołu King Crimson
  - Jadwiga Damse, polska saneczkarka
  - Jerzy Kędziora, polski rzeźbiarz, medalier
  - Jacek Müldner-Nieckowski, polski rzeźbiarz (zm. 2018)
  - Peter Sichrovsky, austriacki pisarz, dziennikarz, polityk
- 6 września:
  - Branko Buljević, australijski piłkarz pochodzenia chorwackiego
  - Cletus Chandrasiri Perera, lankijski duchowny katolicki
  - Jane Curtin, amerykańska aktorka
  - John Kline, amerykański polityk
  - Francesco Lambiasi, włoski duchowny katolicki, biskup Rimini
  - Krzysztof Orzechowski, polski aktor, reżyser teatralny
  - Eduard Oswald, niemiecki nauczyciel, samorządowiec, polityk
  - Bruce Rioch, szkocki piłkarz, trener
  - Jacob Rubinovitz, izraelski naukowiec
  - January Weiner, polski biolog
- 7 września:
  - Edward Dusza, polski pisarz, krytyk literacki
  - Ewa Janik, polska polityk, posłanka na Sejm RP
- 8 września:
  - Amos Biwott, kenijski lekkoatleta, długodystansowiec
  - Rémi Brague, francuski filozof
  - Frank Ganzera, niemiecki piłkarz
  - Jean-Michel Larqué, francuski piłkarz, trener
  - Adam Niemiec, polski koszykarz, trener
  - Claudio Sala, włoski piłkarz
- 9 września:
  - Andrzej Grabowski, polski poeta, tłumacz
  - Heikki Ikola, fiński biathlonista
  - Andrzej Olechowski, polski polityk i ekonomista
- 10 września:
  - Jacek Starościak, polski samorządowiec, prezydent Gdańska (zm. 2021)
  - Krystyna Kaźmierczak, polska koszykarka
- 11 września:
  - Teresa Bochwic, polska dziennikarka, publicystka, działaczka opozycji antykomunistycznej
  - Gerry Conway, brytyjski perkusista, członek zespołów: Eclection(inne języki), Fotheringay(inne języki), Fairport Convention, Jethro Tull i Pentangle (zm. 2024)
  - Zoltán Melis, węgierski wioślarz
  - Ryszard Pojda, polski polityk, poseł na Sejm RP
- 12 września:
  - Stefan Hula, polski kombinator norweski (zm. 2025)
  - Roman Nalewajski, polski chemik
- 13 września:
  - Teresa Hoppe, polska działaczka społeczna, posłanka na Sejm RP
  - Elfgard Schittenhelm, niemiecka lekkoatletka
  - Edmund Sroka, polski polityk
- 14 września:
  - Zofia Kulik, polska rzeźbiarka, fotografka
  - Sam Neill, nowozelandzki aktor, reżyser i scenarzysta filmowy pochodzenia irlandzkiego
  - Jean-Louis Papin, francuski duchowny katolicki, biskup Nancy
  - Roberto Pirillo, brazylijski aktor, reżyser teatralny i telewizyjny
  - Jerzy Popiełuszko, polski duchowny katolicki, kapelan NSZZ „Solidarność”, błogosławiony (zm. 1984)
- 15 września:
  - Viggo Jensen, duński piłkarz, trener
  - Adam Giersz, polski trener tenisa stołowego, działacz sportowy, polityk, minister sportu i turystyki
  - Ana María Norbis, urugwajska pływaczka
  - Krystyna Sokołowska, polska polityk, poseł na Sejm RP
  - Peter Wilson, australijski piłkarz, trener pochodzenia angielskiego
- 16 września:
  - Ilona Gusenbauer, austriacka lekkoatletka, skoczkini wzwyż
  - Dieter Riedel, niemiecki piłkarz
  - Aleksandr Ruckoj, rosyjski generał, polityk
  - Luc Van den Bossche, belgijski i flamandzki prawnik, polityk
- 17 września:
  - Richard Ashworth, brytyjski rolnik, polityk
  - Marie-Thérèse Hermange, francuska działaczka samorządowa, polityk
  - Tessa Jowell, brytyjska polityk (zm. 2018)
  - Craig Richard Nelson, amerykański aktor, reżyser teatralny, filmowy i telewizyjny (zm. 2025)
  - Bruce Pandolfini, amerykański szachista, dziennikarz, pisarz
- 18 września:
  - Danuta Ciborowska, polska polityk
  - Guy François, haitański piłkarz (zm. 2019)
  - Giancarlo Minardi, włoski założyciel i dyrektor zarządzający zespołu Formuły 1 Minardi
  - Jaime Portillo, salwadorski piłkarz
  - Paolo Romani, włoski dziennikarz, polityk
  - Michael Třeštík, czeski architekt, prozaik, publicysta, wydawca, producent filmowy, krytyk i popularyzator sztuki
- 19 września:
  - Rafaela Alburquerque, dominikańska prawniczka, dyplomatka i polityczka

- - Steve Bartlett, amerykański polityk
  - Henry Bromell, amerykański reżyser, scenarzysta i producent filmowy (zm. 2013)

- - Thomas H. Cook, amerykański pisarz
  - Lol Creme, brytyjski kompozytor, gitarzysta, klawiszowiec, producent muzyczny
  - Mate Granić, chorwacki lekarz, polityk
  - Wiktor Iwanienko, rosyjski generał major, szef KGB (zm. 2023)

- - Hubert Izdebski, polski prawnik
  - Wiktor Jerofiejew, rosyjski pisarz, publicysta
  - Tanith Lee, brytyjska pisarka (zm. 2015)

- - Alain Lipietz, francuski polityk pochodzenia żydowskiego
  - Jozef Móder, słowacki piłkarz, trener
  - Urszula Sipińska, polska piosenkarka, pianistka, kompozytorka, architektka wnętrz
  - Janusz Zaorski, polski reżyser, scenarzysta i producent filmowy
- 20 września:
  - Małgorzata Chojnacka, polska gimnastyczka
  - Wojciech Kurtyka, polski przedsiębiorca, wspinacz
  - Patrick Poivre d’Arvor, francuski pisarz, dziennikarz
- 21 września:
  - Jacques-Édouard Alexis, haitański polityk, premier Haiti
  - Nick Castle, amerykański aktor, reżyser i scenarzysta filmowy
  - Don Felder, amerykański muzyk, wokalista, członek zespołu Eagles
  - Kaoru Hoshino, japoński kierowca wyścigowy (zm. 2022)
  - Stephen King, amerykański pisarz
  - Olga Ostroumowa, rosyjska aktorka
- 22 września:
  - Paweł Brodowski, polski muzyk i dziennikarz muzyczny
  - Rupert Hine, brytyjski muzyk, autor tekstów, producent muzyczny (zm. 2020)
  - Tommy Hutchison, szkocki piłkarz, trener
- 24 września:
  - Agnieszka Arnold, polska dokumentalistka, reżyserka i reporterka telewizyjna
  - Bernard Béguin, francuski kierowca wyścigowy i rajdowy
  - Heino Hansen, duński piłkarz
  - Tamás Mihály, węgierski basista, członek zespołu Omega (zm. 2020)
- 25 września:
  - Uładzimir Drażyn, białoruski działacz państwowy, dyplomata, ambasador
  - Jehuda Lancry, izraelski literaturoznawca, samorządowiec, polityk, dyplomata
  - Firmine Richard, francuska aktorka
- 26 września:
  - Lucius Allen, amerykański koszykarz
  - Graham Faulkner, brytyjski aktor
  - John Foxx, brytyjski klawiszowiec, wokalista, założyciel i lider zespołu Ultravox
  - Dick Roth, amerykański pływak
  - Tadayoshi Yokota, japoński siatkarz (zm. 2023)
- 27 września:
  - Dick Advocaat, holenderski piłkarz
  - Meat Loaf, amerykański piosenkarz i aktor (zm. 2022)
  - Mari Saat, estońska pisarka
  - Vic Snyder, amerykański polityk
  - Liz Torres, amerykańska aktorka, piosenkarka pochodzenia portorykańskiego
  - Jesper Tørring, duński lekkoatleta, tyczkarz, skoczek wzwyż i w dal, płotkarz
- 28 września:
  - Bob Carr, australijski polityk
  - Wacław Oszajca, polski duchowny katolicki, jezuita, teolog, dziennikarz, publicysta, poeta, duszpasterz akademicki
  - Wołodymyr Troszkin, ukraiński piłkarz, trener (zm. 2020)
  - Sheikh Hasina Wajed, banglijska polityk, premier Bangladeszu
- 29 września:
  - Giampaolo Crepaldi, włoski duchowny katolicki, arcybiskup Triestu
  - Richard Evans, brytyjski historyk
  - Martin Ferrero, amerykański aktor
  - Yoshiji Soeno, japoński karateka
- 30 września:
  - Marc Bolan, brytyjski piosenkarz (zm. 1977)
  - Jan Oleszkowicz, polski kompozytor i pedagog.
  - Rula Lenska, brytyjska aktorka polskiego pochodzenia
  - Miguel de Oliveira, brazylijski bokser (zm. 2021)
  - Barbara Pollastrini, włoska polityk
- 1 października:
  - Francisco Álvarez-Cascos, hiszpański inżynier, polityk
  - Aaron Ciechanower, izraelski biolog, laureat Nagrody Nobla
  - Stephen Collins, amerykański aktor, reżyser i scenarzysta telewizyjny, teatralny i filmowy
  - Jean-Paul Gauzès, francuski ekonomista, polityk
  - Wiesław Jędrzejczak, polski lekarz
  - Martin Turner, brytyjski wokalista, basista, członek zespołu Wishbone Ash
- 2 października:
  - Ward Churchill, amerykański pisarz
  - Jack Hansen, duński generał
  - Christa Prets, austriacka polityk
  - Andrzej Wierciński, polski prawnik
- 3 października:
  - Richard Bridgeman, brytyjski arystokrata, przedsiębiorca
  - John Perry Barlow, amerykański poeta, eseista, autor tekstów piosenek (zm. 2018)
  - Józef Klose, polski piłkarz
  - Tomira Kowalik, polska aktorka (zm. 2025)
  - William Peel, brytyjski arystokrata, polityk
- 4 października: 
  - Jelena Fatalibekowa, rosyjska szachistka
  - Nobuo Kawakami, japoński piłkarz
  - Stefan Persson, szwedzki przedsiębiorca
  - Christian Piot, belgijski piłkarz, bramkarz
  - Nikom Wairatpanij, tajski polityk
- 5 października:
  - Tadeusz Donocik, polski prawnik
  - Brian Johnson, brytyjski muzyk, wokalista zespołu AC/DC
- 6 października:
  - Klaus Dibiasi, włoski skoczek do wody
  - Josef Fendt, niemiecki saneczkarz
  - Mauri Pekkarinen, fiński polityk
- 7 października:
  - Luigi Cocilovo, włoski prawnik, związkowiec, polityk
  - Valdir Espinosa, brazylijski trener piłkarski (zm. 2020)
  - Edward Nawrot, polski duchowny katolicki (zm. 2005)
  - Marek Strzaliński, polski polityk, wojewoda łomżyński i podlaski, poseł na Sejm RP
- 8 października:
  - Bob van Asperen, holenderski klawesynista, klawikordzista, organista i dyrygent
  - Emiel Puttemans, belgijski lekkoatleta, długodystansowiec
  - Kurt Rydl, austriacki śpiewak operowy (bas)
  - Marek Toczek, polski wiceadmirał, polityk
  - Adriana Bittel, rumuńska pisarka, publicystka, krytyk literacki, dziennikarka
- 9 października:
  - France Gall, francuska piosenkarka (zm. 2018)
  - Isaac Ikhouria, nigeryjski bokser
  - Henryk Iwaniec, polsko-amerykański matematyk
  - Tadeusz Iwaniec, polsko-amerykański matematyk
  - Jacques Jouet, francuski poeta, dramaturg, eseista, artysta
  - Rita Wilden, niemiecka lekkoatletka, sprinterka
- 10 października: 
  - Nina Matwijenko, ukraińska śpiewaczka (zm. 2023)
  - Élisabeth Morin-Chartier, francuska nauczycielka, polityk
- 11 października:
  - Robert Lighthizer, amerykański prawnik
  - Lukas Papadimos, grecki ekonomista i polityk, premier Grecji od 11 listopada 2011 do 17 maja 2012
- 12 października:
  - Włodzimierz Kluciński, polski lekarz weterynarii
  - Josef Přibyl, czeski szachista
  - Morgan Sportes, francuski pisarz pochodzenia algierskiego
  - Zygmunt Stępiński, polski historyk, dziennikarz, wydawca i muzealnik
  - Laurenty (Streza), rumuński biskup prawosławny
- 13 października:
  - Sammy Hagar, amerykański wokalista, gitarzysta, członek zespołu Van Halen
  - Jolanta Popiołek, polska pedagog, polityk, senator RP (zm. 2025)
  - Wiesław Trąmpczyński, polski inżynier mechanik
  - Valéry Vienneau, kanadyjski duchowny katolicki, arcybiskup Moncton
- 14 października:
  - Bernard Ginoux, francuski duchowny katolicki, biskup Montauban
  - Nikolai Volkoff, chorwacki zapaśnik (zm. 2018)
  - Tomasz Wołek, polski dziennikarz, publicysta, komentator sportowy (zm. 2022)
- 15 października:
  - László Fazekas, węgierski piłkarz, trener
  - Jan Niklas, niemiecki aktor
- 16 października:
  - Peter Christian, mikronezyjski polityk, prezydent Mikronezji
  - Terry Griffiths, walijski snookerzysta (zm. 2024)
  - Bogumiła Rouba, polski przedstawiciel nauk o sztukach pięknych
  - Guy Siner, brytyjski aktor pochodzenia amerykańskiego
  - Bob Weir, amerykański gitarzysta, wokalista, kompozytor, członek zespołu Grateful Dead
  - David Zucker, amerykański reżyser, scenarzysta i producent filmowy pochodzenia żydowskiego
- 17 października: 
  - Nuno Leal Maia, brazylijski aktor
  - Michael McKean, amerykański aktor
- 18 października:
  - Stefan Aładżow, bułgarski piłkarz
  - Job Cohen, holenderski prawnik, polityk
  - Monika Helfer, austriacka pisarka
  - Regina Höfer, niemiecka lekkoatletka, sprinterka
  - John Johnson, amerykański koszykarz (zm. 2016)
  - Joe Morton, amerykański aktor
  - Oscar Julio Vian Morales, gwatemalski duchowny katolicki, arcybiskup metropolita Gwatemali (zm. 2018)
  - Helge Vonsyld, duński piłkarz
- 19 października:
  - Giorgio Cavazzano, włoski autor komiksów
  - Gunnar Staalesen, norweski pisarz
- 20 października:
  - Angela Brambati, włoska wokalistka, członkini zespołu Ricchi e Poveri
  - Helena Góralska, polska ekonomistka, polityk, poseł na Sejm RP (zm. 2004)
  - Andrzej Krzanowski, polski archeolog
  - Agi Miszol, izraelska poetka
  - Teresa Miszkin, polska malarka, pedagog (zm. 2024)
- 21 października:
  - Ai, amerykańska poetka (zm. 2010)
  - Riccardo Fogli, włoski piosenkarz
  - Tadeusz Wyrwa-Krzyżański, polski poeta, prozaik, krytyk literacki, grafik (zm. 2019)
- 22 października:
  - Eleonora Bergman, polska historyczka architektury
  - Tomasz Hołuj, polski malarz, poeta, muzyk
  - Hugh N. Kennedy, brytyjski historyk, mediewista
  - Ağasəlim Mircavadov, azerski piłkarz, trener
  - Waldemar Żyszkiewicz, polski poeta
- 23 października:
  - Agustín Cortés Soriano, hiszpański duchowny katolicki, biskup Sant Feliu de Llobregat
  - Kazimierz Deyna, polski piłkarz (zm. 1989)
- 24 października
  - Kevin Kline, amerykański aktor
  - Terry Reilly, australijski łucznik (zm. 2025)
- 25 października:
  - Stanisław Kalemba, polski polityk
  - Glenn Tipton, brytyjski gitarzysta, członek zespołu Judas Priest
- 26 października:
  - Ian Ashley, brytyjski kierowca wyścigowy
  - Hillary Clinton, amerykańska prawnik, polityk, pierwsza dama, sekretarz stanu
  - José María Yanguas Sanz, hiszpański duchowny katolicki, biskup Cuenca
- 27 października:
  - Piotr Andrejew, polski reżyser filmowy (zm. 2017)
  - Gunter Demnig, niemiecki artysta
  - Frumencio Escudero Arenas, hiszpański duchowny katolicki, biskup, wikariusz apostolski Puyo
  - Zbigniew Napiórkowski, polski operator filmowy
  - Ewa Siemaszko, polska inżynier technolog, badaczka ludobójstwa dokonanego na wołyńskich Polakach podczas II wojny światowej
  - Klaus Wallas, austriacki judoka, wrestler, strongman
- 28 października:
  - Wolfgang Renner, niemiecki kolarz przełajowy
  - Karin Starrin, szwedzka ekonomistka, polityk
  - Helena Takalo, fińska biegaczka narciarska
- 29 października:
  - Henryka Bochniarz, polska ekonomistka, polityk
  - Helen Coonan, australijska polityk
  - Richard Dreyfuss, amerykański aktor
  - Jerzy Fedorowicz, polski aktor, reżyser, poeta i polityk
  - Henri Michel, francuski piłkarz, trener (zm. 2018)
  - Andrzej Puczyński, polski gitarzysta, członek zespołu Exodus, producent muzyczny
  - Robert Service, brytyjski historyk i sowietolog
- 30 października:
  - Krzysztof Daukszewicz, polski piosenkarz, gitarzysta, kompozytor, autor tekstów, satyryk, felietonista
  - Bob Houghton, angielski piłkarz, trener
  - Timothy B. Schmit, amerykański wokalista, basista, kompozytor, członek zespołów Poco i The Eagles
  - Lena Szurmiej, polska aktorka, reżyserka teatralna, pedagog pochodzenia żydowskiego
  - Marcin Zamoyski, polski polityk, samorządowiec, prezydent Zamościa
- 31 października:
  - Deidre Hall, amerykańska aktorka
  - Andrzej Prus, polski aktor
  - Frank Shorter, amerykański maratończyk
  - Tadeusz Sobolewski, polski krytyk filmowy, dziennikarz, publicysta
  - Herman Van Rompuy, belgijski polityk, premier Belgii, przewodniczący Rady Europejskiej
- 1 listopada:
  - Jim Steinman, amerykański kompozytor (zm. 2021)
  - Leszek Wosiewicz, polski reżyser i scenarzysta filmowy (zm. 2023)
- 2 listopada:
  - Kate Linder, amerykańska aktorka
  - Dave Pegg, brytyjski basista
  - Rodney Williams, gubernator generalny Antigui i Barbudy
  - John Yarmuth, amerykański polityk, kongresman ze stanu Kentucky
- 3 listopada:
  - Mazie Hirono, amerykańska polityk, senator ze stanu Hawaje
  - Jacek Koprowicz, polski reżyser i scenarzysta filmowy
  - Tor Svendsberget, norweski biathlonista
- 4 listopada:
  - Roman Micnas, polski fizyk (zm. 2022)
  - Aleksiej Ułanow, rosyjski łyżwiarz figurowy
  - John Yarmuth, amerykański polityk
- 5 listopada:
  - François Roelants du Vivier, belgijski archeolog, polityk
  - Reima Virtanen, fiński bokser
- 6 listopada:
  - Manuel Felício, portugalski duchowny katolicki, biskup Guardy
  - Mesut Yılmaz, turecki polityk, premier Turcji (zm. 2020)
- 7 listopada:
  - Margaret Ball, amerykańska pisarka
  - Keiko Hama, japońska siatkarka
  - Ron Leavitt, amerykański scenarzysta i producent filmowy (zm. 2008)
  - Holmes Osborne, amerykański aktor
  - Ruhakana Rugunda, ugandyjski polityk, premier Ugandy
  - Ryszard Rumianek, polski duchowny katolicki, teolog (zm. 2010)
  - Henryk Szlajfer, polski ekonomista i politolog
- 8 listopada:
  - Michaił Barsukow, rosyjski generał porucznik, dyrektor FSB
  - Kinga Göncz, węgierska polityk
  - Göran Hagberg, szwedzki piłkarz, bramkarz (zm. 2024)
  - Stanisław Michalkiewicz, polski prawnik, dziennikarz, publicysta, wykładowca akademicki, polityk
  - Tadaaki Otaka, japoński dyrygent
  - Margaret Rhea Seddon, amerykańska astronautka
- 9 listopada:
  - Pat Carey, irlandzki polityk
  - Robert David Hall, amerykański aktor
  - Elżbieta Piela-Mielczarek, polska polityk
- 10 listopada:
  - Marek Drążewski, polski reżyser, scenarzysta i montażysta filmowy
  - Krzysztof Wyszkowski, polski działacz opozycji antykomunistycznej w PRL
- 11 listopada – Stanisław Wagner, polski lekkoatleta, sprinter
- 12 listopada:
  - Patrice Leconte, francuski aktor, scenarzysta i reżyser filmowy
  - Zbigniew Łapiński, polski muzyk, kompozytor (zm. 2018)
- 13 listopada:
  - Amory Lovins, amerykański fizyk, ekolog
  - Joe Mantegna, amerykański aktor, reżyser i producent filmowy pochodzenia włoskiego
  - Ján Pivarník, słowacki piłkarz, trener
  - Silvano Prandi, włoski siatkarz, trener
  - Janusz Strobel, polski gitarzysta, kompozytor
- 14 listopada:
  - Elżbieta Więcławska-Sauk, polska dziennikarka, polityk, poseł na Sejm i senator RP
  - Krzysztof Skórczewski, polski artysta grafik
- 15 listopada:
  - Bob Dandridge, amerykański koszykarz
  - Władimir Grinin, rosyjski dyplomata
  - Beatriz Merino Lucero, peruwiańska polityk, premier Peru
  - Malcolm Ranjith, lankijski duchowny katolicki, kardynał
  - Bill Richardson, amerykański polityk (zm. 2023)
- 16 listopada:
  - Władimir Iljin, rosyjski aktor
  - Mieczysław Janowski, polski samorządowiec, polityk, prezydent Rzeszowa, senator RP, eurodeputowany
  - Edmund Wittbrodt, polski polityk
- 17 listopada – Brigita Schmögnerová, słowacka ekonomistka i polityk
- 18 listopada:
  - Arkadiusz Koniecki, polski trener koszykówki
  - Anna Kowalska, polska działaczka samorządowa, wicemarszałek województwa podkarpackiego
  - Omar Larrosa, argentyński piłkarz
  - Dariusz Miłkowski, polski reżyser teatralny
  - Jameson Parker, amerykański aktor
  - Zdzisław Sosnowski, polski artysta i teoretyk
- 19 listopada:
  - Bob Boone, amerykański baseballista
  - Rolando Garbey, kubański bokser (zm. 2023)
  - Anfinn Kallsberg, farerski polityk, premier Wysp Owczych w latach 1998–2004 (zm. 2024)
  - Wasilis Konstandinu, grecki piłkarz, bramkarz
  - Andrzej Matul, polski lektor, dziennikarz radiowy (zm. 2022)
  - Heinz Schaufelberger, szwajcarski szachista (zm. 2020)
  - Alberto Villalta, salwadorski piłkarz (zm. 2017)
- 20 listopada:
  - Zdzisław Antczak, polski piłkarz ręczny (zm. 2019)
  - Renat Ibragimow, rosyjski śpiewak operowy (zm. 2022)
  - Joe Walsh, amerykański muzyk, członek zespołu The Eagles
- 21 listopada:
  - Marian Dembiński, polski polityk, działacz związkowy, poseł na Sejm RP (zm. 2024)
  - Renato Dionisi, włoski lekkoatleta, tyczkarz
  - Wendell Lucena Ramalho, brazylijski piłkarz, bramkarz (zm. 2022)
  - Michel Sogny, francuski pianista, kompozytor i pisarz pochodzenia węgierskiego
- 22 listopada: 
  - Alfredo Cristiani, salwadorski polityk, prezydent Salwadoru
  - Marian Drozdowski, polski historyk
  - Harm Kuipers, holenderski łyżwiarz szybki
  - Janusz Meder, polski onkolog, radioterapeuta
  - Nevio Scala, włoski piłkarz, trener
  - Żarmachan Tujakbaj, kazachski prawnik, polityk
  - Csaba Vidáts, węgierski piłkarz
- 23 listopada:
  - Anna Grzymisławska, polska urzędniczka, działaczka opozycji w PRL (zm. 2022)
  - Marek Olewiński, polski polityk, poseł na Sejm RP (zm. 2005)
  - Alphons Orie, holenderski prawnik, sędzia
  - Maria Trojanowska, polska historyk, archiwistka, nauczyciel akademicki (zm. 2019)
  - Toshiro Sakai, japoński tenisista
- 24 listopada:
  - Jean-François Fauchille, francuski pilot rajdowy (zm. 2014)
  - Sason Gabbaj, izraelski aktor
  - Jerzy Nowacki, polski matematyk, wykładowca akademicki
  - Dwight Schultz, amerykański aktor
- 25 listopada:
  - Stéphane Courtois, francuski historyk
  - Steve Heighway, irlandzki piłkarz
  - Jonathan Kaplan, amerykański reżyser filmowy i telewizyjny (zm. 2025)
  - John Larroquette, amerykański aktor
  - Jiří Lechtýnský, czeski szachista
  - Marjan Luif, holenderska aktorka
  - Milorad Mijatović, serbski matematyk, wykładowca akademicki, związkowiec, polityk
  - Marcos Rivas, meksykański piłkarz (zm. 2024)
  - Noël Simard, kanadyjski duchowny katolicki, biskup Valleyfield
  - Tracey Walter, amerykański aktor
- 27 listopada: 
  - Tony Gakens, belgijski kolarz szosowy
  - Ismail Omar Guelleh, prezydent Dżibuti od 1999 roku
  - Jan Jeuring, holenderski piłkarz
  - Andrzej Neimitz, polski inżynier
  - Grigorij Oster, rosyjski prozaik, dramaturg, poeta, scenarzysta
  - Johnny Petersen, duński piłkarz, trener
- 28 listopada:
  - Barbara Czyż, polska polityk, posłanka na Sejm I kadencji
  - Martin Fronc, słowacki nauczyciel akademicki, polityk
- 29 listopada:
  - Włodzimierz Bogusławski, polski historyk, polityk, poseł na Sejm II kadencji
  - John Calvin, amerykański aktor
  - Andrzej Matul, polski lektor filmowy (zm. 2022)
  - Mirza Khazar, azerbejdżański autor, politolog, dziennikarz radiowy (zm. 2020)
  - Mario Aurelio Poli, argentyński duchowny katolicki, arcybiskup Buenos Aires, kardynał
  - George Thompson, amerykański koszykarz (zm. 2022)
  - Clare Torry, brytyjska piosenkarka
- 30 listopada:
  - Sergio Badilla Castillo, poeta chilijski
  - Sława Lisiecka, polska tłumaczka
  - David Mamet, amerykański dramatopisarz, reżyser i scenarzysta filmowy
  - Moses Nagamootoo, gujański polityk pochodzenia tamilskiego, premier Gujany
- 1 grudnia – Jean-Pierre Bazin, francuski polityk
- 2 grudnia:
  - Tomasz Bańkowski, polski polityk i przedsiębiorca, poseł na Sejm I kadencji
  - Rudolf Scharping, niemiecki polityk
  - Andy Rouse, brytyjski kierowca wyścigowy
- 3 grudnia:
  - Christophe Dufour, francuski duchowny katolicki, arcybiskup Aix
  - Lena Kolarska-Bobińska, polska socjolog, polityk
  - Alicja Szymczak, polska historyk
  - Józef Kazimierz Wojciechowski, polski przedsiębiorca
- 4 grudnia:
  - Bernard Błaszczyk, polski prawnik i urzędnik państwowy, sekretarz stanu w Ministerstwie Ochrony Środowiska, Zasobów Naturalnych i Leśnictwa
  - Ursula Krechel, niemiecka pisarka
  - Ewa Milewicz, polska prawnik, dziennikarka, publicystka
- 5 grudnia:
  - Bruce Golding, jamajski polityk, premier
  - Dżügderdemidijn Gürragczaa, mongolski kosmonauta
  - Aleś Razanau, białoruski poeta (zm. 2021)
  - Irena Szewczyk, polska aktorka
  - Henryk Tacik, polski generał, dowódca Operacyjnych Sił Zbrojnych RP (zm. 2020)
- 6 grudnia:
  - Josip Joška Broz, serbski restaurator, polityk komunistyczny
  - Francisco Chimoio, mozambicki duchowny katolicki, arcybiskup Maputo
  - Lupita Ferrer, wenezuelska aktorka
  - Krystyna Gutowska, polska filozof kultury, estetyk
  - Geoffrey Hinton, kanadyjsko-brytyjski informatyk
  - Bogusław Mąsior, polski działacz gospodarczy, polityk, senator RP (zm. 2021)
  - Miroslav Vitouš, czeski basista jazzowy, członek zespołu Weather Report
- 7 grudnia:
  - Johnny Bench, amerykański baseballista
  - Oliver Dragojević, chorwacki piosenkarz (zm. 2018)
  - Harald Ettl, austriacki polityk
  - Anne Fine, brytyjska pisarka i poetka
  - Wilton Gregory, amerykański duchowny katolicki, arcybiskup Atlanty
  - James Keach, amerykański aktor, reżyser i producent filmowy
  - Wendy Padbury, brytyjska aktorka
- 8 grudnia:
  - Gregg Allman, amerykański muzyk, wokalista, członek zespołu The Allman Brothers Band (zm. 2017)
  - Thomas Cech, amerykański chemik pochodzenia czeskiego, laureat Nagrody Nobla
  - Wojciech Chudy, polski filozof, personalista, etyk, pedagog (zm. 2007)
  - Margaret Geller, amerykańska astronom
  - Ron Hansen, amerykański pisarz i eseista
  - Francis Huster, francuski scenarzysta, reżyser, aktor
  - Jimmy Lai, przedsiębiorca i aktywista z Hongkongu
  - Et’hem Ruka, albański polityk i biolog
- 9 grudnia:
  - Jana Bellin, brytyjska szachistka pochodzenia czeskiego
  - Tom Daschle, amerykański polityk, senator ze stanu Dakota Południowa
  - Steven Holl, amerykański architekt
  - Wiesław Rozłucki, polski ekonomista
- 10 grudnia:
  - Tadeusz Badach, polski polityk, działacz spółdzielczy, poseł na Sejm RP
  - Rəsul Quliyev, azerski polityk
  - Rainer Seifert, niemiecki hokeista na trawie
  - Janusz Szuber, polski poeta, eseista, felietonista (zm. 2020)
- 11 grudnia – Robert Van Lancker, belgijski kolarz torowy i szosowy
- 12 grudnia:
  - Wings Hauser, amerykański aktor (zm. 2025)
  - Rajkeswur Purryag, maurytyjski polityk, prezydent Mauritiusa (zm. 2025)
  - Rafał Rękosiewicz, polski muzyk, poeta, autor tekstów piosenek (zm. 2023)
  - Jerzy Starak, polski przedsiębiorca
  - Iwona Wojciechowska, polska skrzypaczka, prof. dr hab. (zm. 2019)
- 13 grudnia – Luis Ángel González Macchi, paragwajski polityk, prezydent Paragwaju
- 14 grudnia:
  - Svetlana Bojković, serbska aktorka
  - Dilma Rousseff, brazylijska polityk, prezydent Brazylii
  - Sarolta Zalatnay, węgierska piosenkarka
- 15 grudnia:
  - José Claudinei Georgini, brazylijski piłkarz, trener
  - Halina Podgórska-Dutka, polska skrzypaczka, malarka, poetka, pedagog
- 16 grudnia:
  - Ben Cross, brytyjski aktor, reżyser, scenarzysta, piosenkarz (zm. 2020)
  - Seweryn Kaczmarek, polski polityk, inżynier, poseł na Sejm III kadencji
  - Ewa Mańkowska, polska polityk, wicewojewoda dolnośląski (zm. 2025)
  - Vincent Matthews, amerykański lekkoatleta, sprinter
  - Anna Nehrebecka, polska aktorka teatralna i filmowa
  - Trevor Żahra, maltański pisarz, poeta i ilustrator
  - Aleksander Żyzny, polski dziennikarz motoryzacyjny (zm. 2021)
- 17 grudnia:
  - Mykoła Azarow, ukraiński polityk, premier Ukrainy
  - Marilyn Hassett, amerykańska aktorka
  - Elżbieta Igras, polska piosenkarka
  - Wes Studi, amerykański aktor pochodzenia czirokeskiego
- 18 grudnia:
  - Karol Dobiáš, słowacki piłkarz, trener piłkarski
  - Leonid Józefowicz, rosyjski pisarz
  - Jan Kopiec, polski duchowny katolicki, biskup pomocniczy opolski i biskup diecezjalny gliwicki
  - Rod Piazza, amerykański muzyk bluesowy
  - Sten Stensen, norweski łyżwiarz szybki
- 19 grudnia:
  - Sylviane Ainardi, francuska samorządowiec, polityk
  - Chris Jagger, brytyjski muzyk, wokalista
  - Bob van den Bos, holenderski politolog, polityk
- 20 grudnia:
  - William Allen, amerykański żeglarz sportowy
  - Gigliola Cinquetti, włoska piosenkarka
  - Francisco Javier Martínez Fernández, hiszpański duchowny katolicki, arcybiskup Grenady
- 21 grudnia:
  - Chajjim Kac, izraelski polityk
  - Zoe Lofgren, amerykańska polityk, kongreswoman ze stanu Kalifornia
  - Paco de Lucía, hiszpański gitarzysta flamenco, wirtuoz (zm. 2014)
  - José Antonio Pérez Sánchez, meksykański biskup, franciszkanin (zm. 2020)
- 22 grudnia:
  - Boris Angełow, bułgarski piłkarz, trener piłkarski
  - Porfirio Lobo Sosa, honduraski polityk, prezydent Hondurasu
  - Ernest Sambou, senegalski duchowny katolicki, biskup Saint-Louis
  - Marcello Semeraro, włoski duchowny katolicki, biskup Albano
  - Mitsuo Tsukahara, japoński gimnastyk
  - Bill Van Dijk, holenderski piosenkarz i muzyk
- 23 grudnia:
  - Graham Bonnet, brytyjski wokalista
  - Jan Olszowski, polski polityk, poseł na Sejm II kadencji, burmistrz Zielonki
  - Kwon Yang-suk, południowokoreańska pierwsza dama
- 24 grudnia:
  - Miguel Ángel González, hiszpański piłkarz, bramkarz (zm. 2024)
  - Janusz Adam Kobierski, polski duchowny katolicki, poeta, eseista, krytyk literacki
  - Ľudovít Kocian, słowacki zoolog
- 25 grudnia:
  - Twink Caplan, amerykańska aktorka
  - Jozias van Aartsen, holenderski polityk
  - Deannie Yip, hongkońska aktorka, piosenkarka
  - Ronnie Shikapwasha, zambijski wojskowy, polityk (zm. 2024)
- 26 grudnia:
  - Dominique Baratelli, francuski piłkarz, bramkarz
  - Menachem Bello, izraelski piłkarz
  - Jean Echenoz, francuski pisarz
  - Carlton Fisk, amerykański baseballista
  - George Konrote, fidżyjski polityk, prezydent Fidżi
  - Buti Joseph Tlhagale, południowoafrykański duchowny katolicki, arcybiskup Johannesburga
- 27 grudnia:
  - Paweł Chynowski, polski filolog, teatrolog, baletolog
  - Kjeld Kirk Kristiansen, duński miliarder
  - Mariella Mehr, szwajcarska poetka, pisarka, dziennikarka (zm. 2022)
  - Willy Polleunis, belgijski lekkoatleta, długodystansowiec
- 28 grudnia:
  - Mustafa Akıncı, cypryjski polityk pochodzenia tureckiego, prezydent Cypru Północnego
  - Spencer Bachus, amerykański polityk
  - Dick Diamonde, australijski basista, członek zespołu The Easybeats (zm. 2024)
  - Don Dickinson, kanadyjski pisarz
  - Louis Floch, francuski piłkarz
- 29 grudnia:
  - Aumua Amata, amerykańska samoańska polityczka i dziennikarka
  - Ted Danson, amerykański aktor, producent filmowy
  - Jerzy Falandysz, polski profesor nauk rolniczych
  - Thomas Huschke, niemiecki kolarz torowy i szosowy
- 30 grudnia:
  - Jacqueline Foster, brytyjska polityk
  - Jeff Lynne, brytyjski gitarzysta, wokalista, kompozytor, producent muzyczny, członek zespołu Electric Light Orchestra
  - Steve Mix, amerykański koszykarz
  - Ignacy Półćwiartek, polski polityk, poseł na Sejm II kadencji
  - Iwan Zafirow, bułgarski piłkarz
- 31 grudnia:
  - Burton Cummings, kanadyjski muzyk rockowy, pianista i wokalista
  - Eugeniusz Kolator, polski sędzia piłkarski, działacz sportowy
  - Tim Matheson, amerykański aktor, reżyser filmowy
  - Gerhard Ludwig Müller, niemiecki duchowny katolicki, arcybiskup, prefekt Kongregacji Nauki Wiary
  - Halina Żytkowiak, polska wokalistka współpracująca m.in. z zespołami Tarpany, Amazonki i Trubadurzy, jak również występująca solo (zm. 2011)

data dzienna nieznana:
- Ryszard Jan Chróst, polski biolog
- Olgierd Jagiełło, polski architekt
- Roman Kołacz, polski lekarz weterynarii
- Maciej Rosalak, polski dziennikarz i publicysta (zm. 2023)
- Janusz Szczepański, polski historyk
- Marek Tumanowicz, polski dziennikarz telewizyjny
- Jacek Ukleja, polski artysta awangardowy, muzyk rockowy, folkowy i bluesgrassowy, wokalista
- Ewa Wolnicz-Pawłowska, polska przewodnicząca KSNG, językoznawca
- Wiesław Wydra, profesor Wydziału Filologii Polskiej i Klasycznej na Uniwersytecie im. Adama Mickiewicza w Poznaniu

## Zdarzenia astronomiczne
- 20 maja – całkowite zaćmienie Słońca

## Nagrody Nobla
- z fizyki – sir Edward Appleton
- z chemii – sir Robert Robinson
- z medycyny – Carl Ferdinand Cori, Gerty Cori, Bernardo Houssay
- z literatury – André Gide
- nagroda pokojowa – organizacja kwakrów amerykańskich oraz organizacja kwakrów angielskich (po połowie)

## Święta ruchome
- Tłusty czwartek: 13 lutego
- Ostatki: 18 lutego
- Popielec: 19 lutego
- Niedziela Palmowa: 30 marca
- Wielki Czwartek: 3 kwietnia
- Wielki Piątek: 4 kwietnia
- Wielka Sobota: 5 kwietnia
- Pamiątka śmierci Jezusa Chrystusa: 6 kwietnia
- Wielkanoc: 6 kwietnia
- Poniedziałek Wielkanocny: 7 kwietnia
- Wniebowstąpienie Pańskie: 15 maja
- Zesłanie Ducha Świętego: 25 maja
- Boże Ciało: 5 czerwca